# 14. Februar
Der 14. Februar ist der 45. Tag des gregorianischen Kalenders, somit bleiben 320 Tage (in Schaltjahren 321 Tage) bis zum Jahresende.

## Ereignisse

### Politik und Weltgeschehen

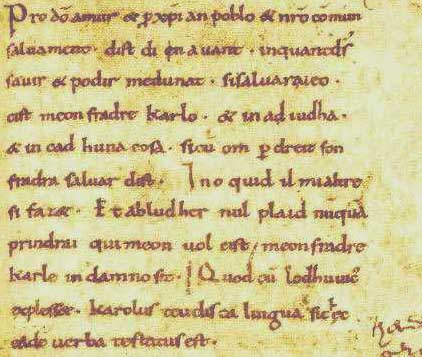
842: Straßburger Eide

- 0842: Ludwig der Deutsche und Karl der Kahle bekräftigen mit den Straßburger Eiden in einem bemerkenswerten zweisprachigen Dokument ihr Bündnis gegen ihren Bruder Lothar. Der altfranzösische Teil gilt als das erste Schriftstück in dieser Sprache überhaupt.

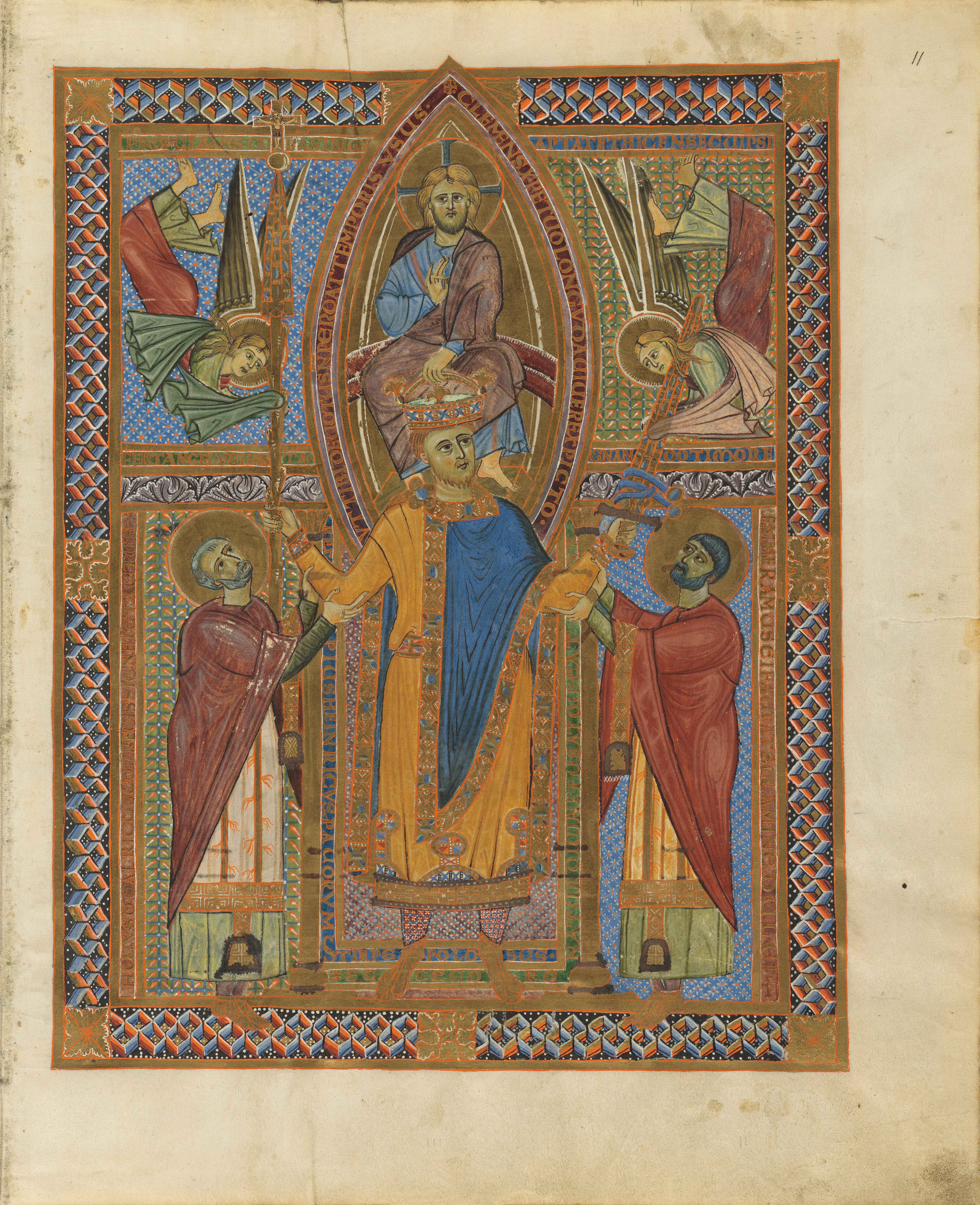
1014: Die Krönung Heinrichs II.

- 1014: Papst Benedikt VIII. krönt den deutschen König Heinrich II. in St. Peter in Rom zum Kaiser.
- 1076: Drei Wochen nachdem ihn König Heinrich IV. auf dem Hoftag zu Worms für abgesetzt erklärt hat, reagiert Papst Gregor VII. auf der von ihm einberufenen Fastensynode in Rom, indem er Heinrich im Investiturstreit seinerseits für abgesetzt erklärt und über ihn den Kirchenbann ausspricht.
- 1349: Während der Pest-Pandemie des Schwarzen Todes in Europa kommt es in Straßburg zum „Valentinstagmassaker“, einem Pogrom, bei dem mehr als 2.000 jüdische Bürger der Stadt getötet werden.
- 1488: Zum Erhalt des Landfriedens wird auf Veranlassung Kaiser Friedrichs III. in Esslingen am Neckar zwischen allen Reichsständen in Schwaben der Schwäbische Bund abgeschlossen.

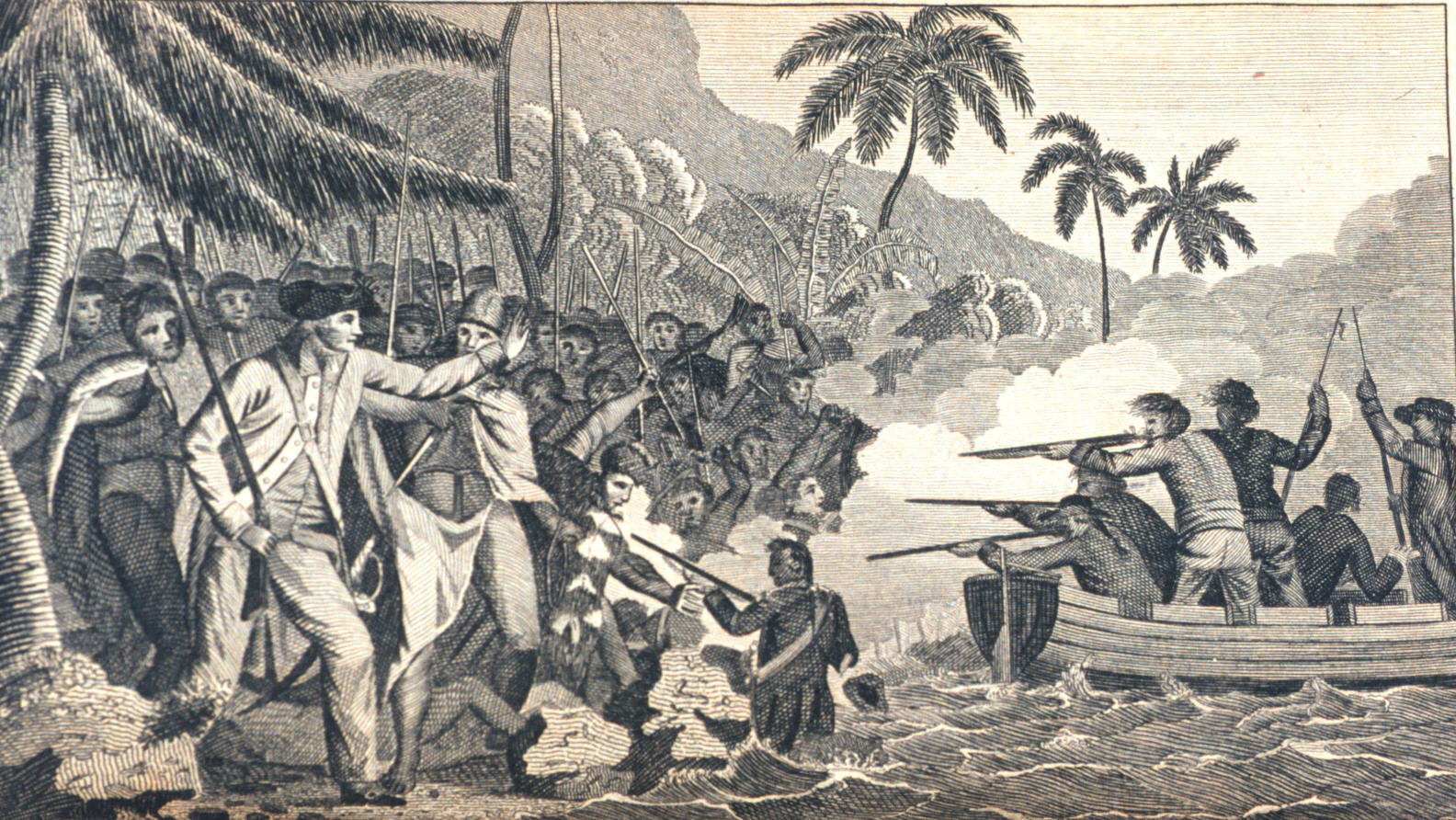
1779: Cooks Tod

- 1779: James Cook wird während seiner dritten Weltumrundung von Einheimischen auf den Sandwich-Inseln getötet, als er mit seinen Leuten versucht, den dortigen König als Geisel zu nehmen.

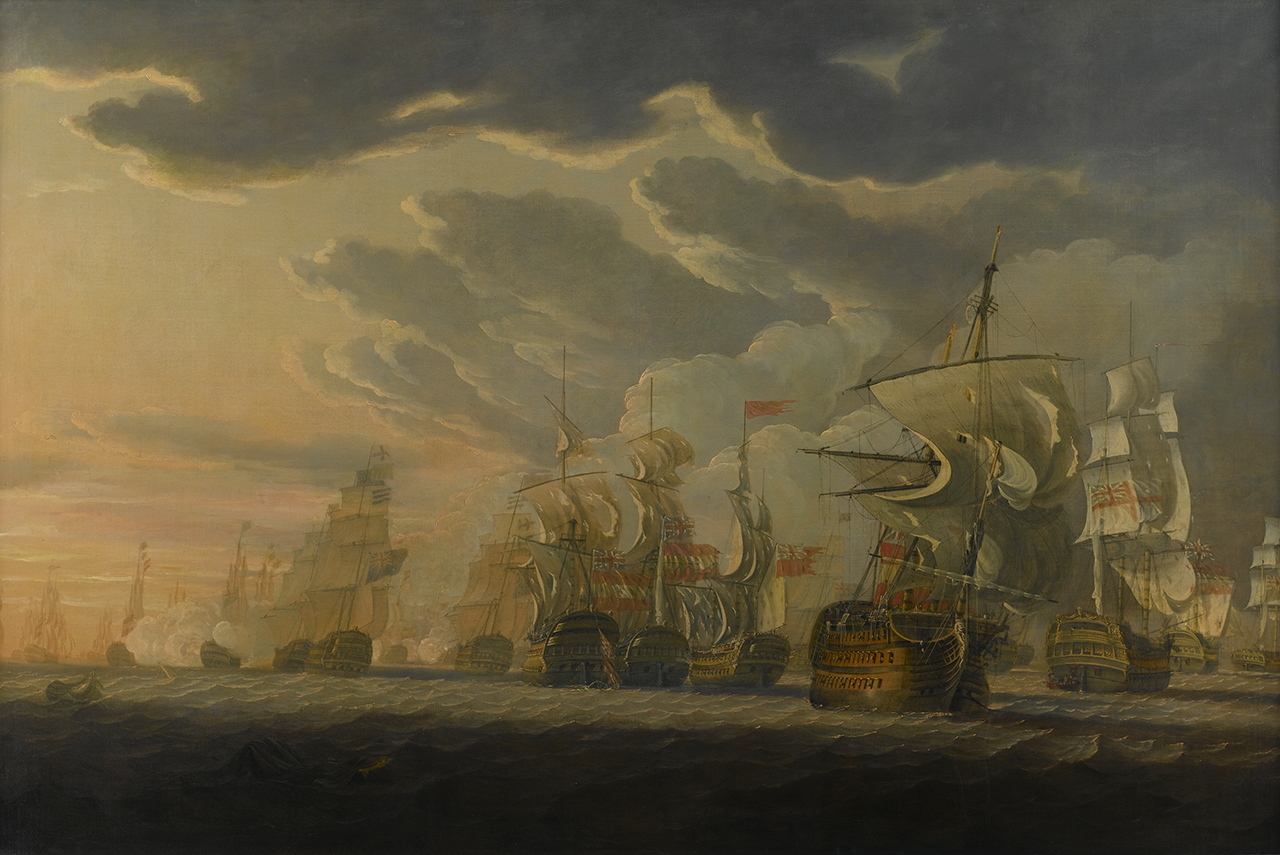
1797: Seeschlacht bei Kap St. Vincent

- 1797: Unter Missachtung eines Befehls des ihm vorgesetzten Admirals John Jervis durch Kommodore Horatio Nelson gelingt den Briten in der Seeschlacht bei Kap St. Vincent im Ersten Koalitionskrieg ein Sieg über die spanische Flotte. Sein taktisches Geschick und ein waghalsiges Manöver begründen Nelsons legendären Ruf.
- 1804: Unter der Anführerschaft von Karađorđe beginnt der erste serbische Aufstand gegen die osmanische Herrschaft.
- 1814: In der Schlacht bei Vauchamps setzt sich unter geringen eigenen Verlusten erneut die napoleonische Armee im Sechs-Tage-Feldzug innerhalb der Befreiungskriege gegen Koalitionstruppen des Oberkommandierenden, Feldmarschall Blücher, durch.

1859: Oregon- (blau) und Washington-Territorium (grün)

- 1859: Oregon wird in seinen heutigen Grenzen aus dem Oregon-Territorium herausgelöst und als 33. Bundesstaat in die USA aufgenommen. Der Ostteil des Territoriums wird dem Washington-Territorium zugeschlagen.
- 1879: Nachdem Bolivien im Januar die chilenischen Salpeterunternehmen enteignet hat, besetzt Chile die bolivianische Hafenstadt Antofagasta und löst damit den Salpeterkrieg aus.
- 1899: Für die US-amerikanischen Bundeswahlen werden durch den Kongress der Vereinigten Staaten so genannte „Wahlmaschinen“ zugelassen.
- 1912: Arizona, das bisherige Arizona-Territorium, wird als 48. Bundesstaat in die Vereinigten Staaten aufgenommen. Die Aufwertung ist hauptsächlich den Arizona Rangers zu verdanken, denen es in den letzten Jahren gelungen ist, die Gesetzlosigkeit in dem Territorium einzudämmen.
- 1916: Zwölf Flugzeuge Österreich-Ungarns bombardieren im Luftkrieg des Ersten Weltkriegs Mailand. Das italienische Corpo Aeronautico Militare greift in der Folge im Gegenzug mit Caproni-Bombern die Stadt Ljubljana an.
- 1918: In Russland wird der Julianische Kalender durch den Gregorianischen ersetzt. Auf den 31. Januar (julianisch) folgt der 14. Februar (gregorianisch).
- 1919: Mit einem Feuergefecht zwischen polnischen und sowjetischen Truppen im belarussischen Bjarosa beginnt der Polnisch-Sowjetische Krieg.
- 1934: Nur zwei Tage nach Beginn des Bürgerkriegs in Österreich strecken die letzten Aufständischen des sozialdemokratischen Schutzbundes die Waffen vor den Einheiten des Bundesheers und der christlich-sozialen Heimwehr.
- 1934: Nach Abschaffung der Länderparlamente wird durch die Nationalsozialisten auch der Reichsrat, ein Verfassungsorgan der Weimarer Republik, aufgelöst.
- 1942: Das britische Luftfahrtministerium gibt die Area Bombing Directive heraus, die Anweisung zum Flächenbombardement auf deutsche Städte im Zweiten Weltkrieg.

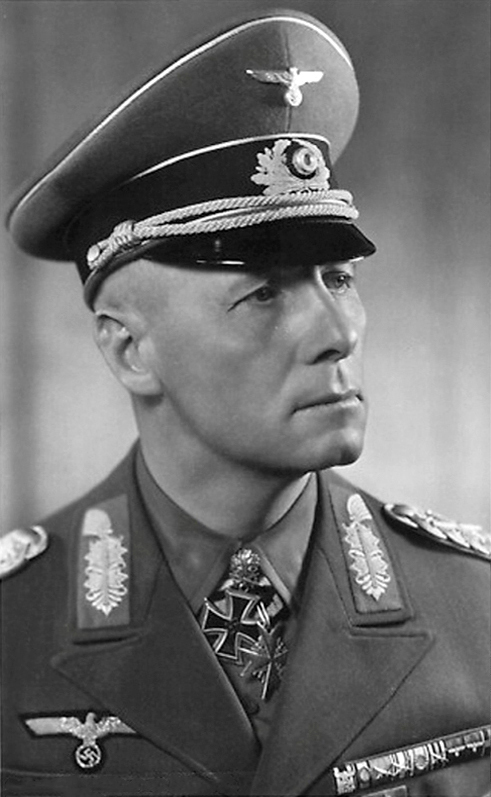
1943: Erwin Rommel

- 1943: Deutsche Truppen unter Erwin Rommel beginnen im Rahmen des Tunesienfeldzug das Unternehmen „Frühlingswind“, das wenige Tage später mit der Schlacht am Kasserinpass zum ersten größeren Aufeinandertreffen mit amerikanischen Verbänden im Zweiten Weltkrieg führt.

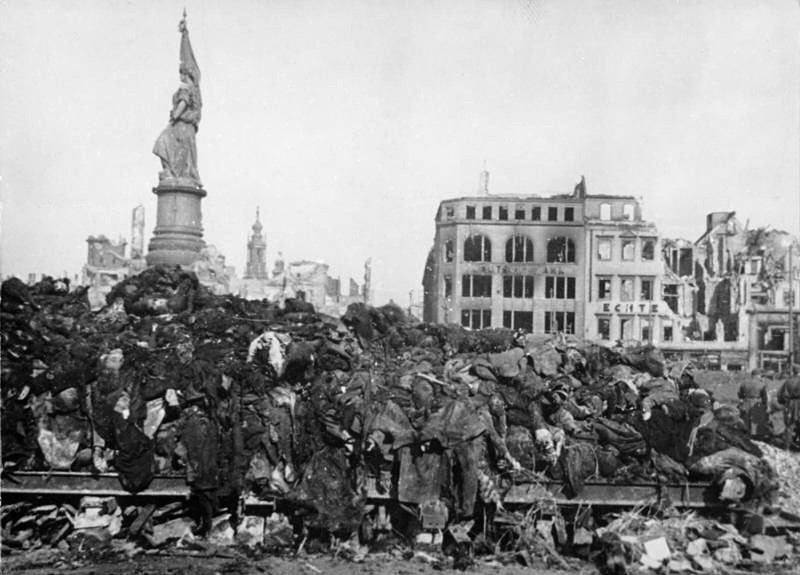
Leichenberge nach den Luftangriffen vom Februar 1945

- 1945: Die zweite Angriffswelle der dreitägigen alliierten Luftangriffe auf Dresden im Zweiten Weltkrieg führt zu einem Feuersturm, der jegliche Löschaktion unmöglich macht. Die Luftangriffe auf die Stadt dauern den ganzen zweiten Tag über an. Am gleichen Tag erfolgt der dritte Luftangriff auf Prag, der möglicherweise auf einem Navigationsfehler beruht und eigentlich ebenfalls Dresden galt.
- 1945: Partisanen der Jugoslawischen Volksbefreiungsarmee befreien die Stadt Mostar in Bosnien und Herzegowina.
- 1949: Am 15. des Monats Schevat 5709 nach dem jüdischen Kalender tritt das erste israelische Parlament zu seiner konstituierenden Versammlung zusammen. Am folgenden Tag gibt es sich den Namen Knesset.

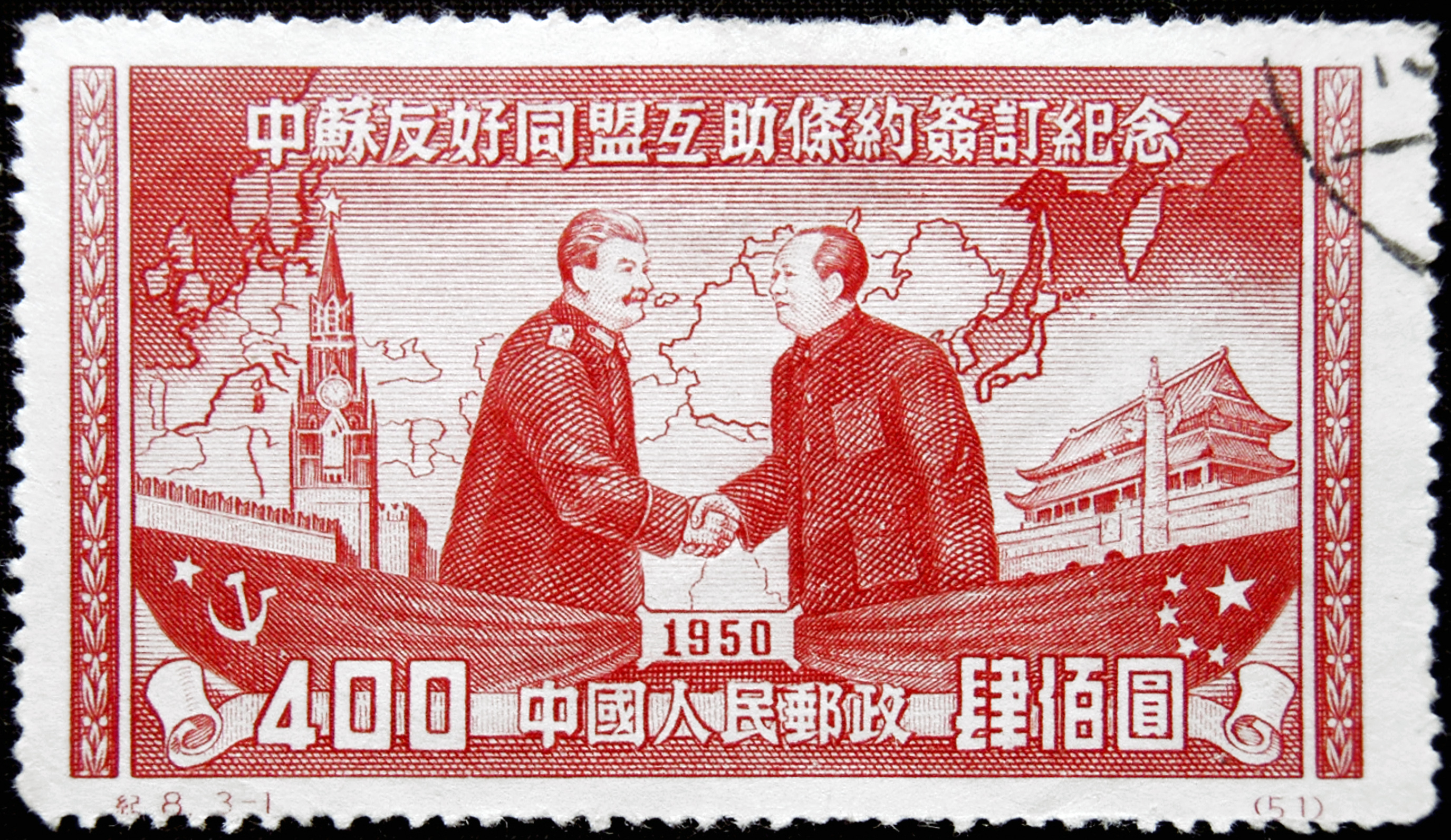
Chinesische Briefmarke aus Anlass des Vertrags von 1950

- 1950: Die Sowjetunion und die Volksrepublik China schließen den Chinesisch-Sowjetischen Vertrag über Freundschaft, Bündnis und gegenseitige Hilfe auf 30 Jahre ab. Stalin sagt Mao Zedong unter anderem die Zahlung von 330 Mio. Dollar und den Rückzug aus Port Arthur und Dairen zu. China muss die Unabhängigkeit der Mongolei akzeptieren.

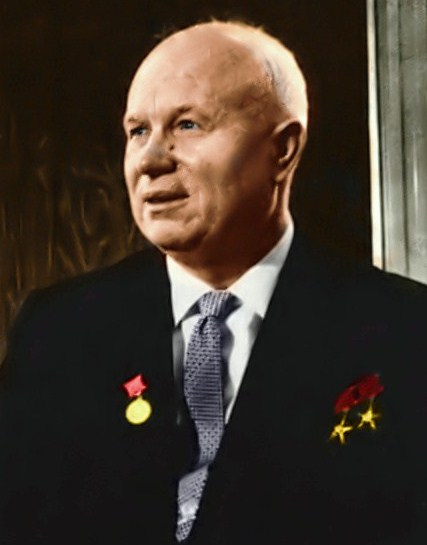
1956: Nikita Sergejewitsch Chruschtschow

- 1956: Nikita Chruschtschow eröffnet in Moskau den XX. Parteitag der KPdSU, den ersten Parteitag in der Sowjetunion nach dem Tod Josef Stalins, auf dem erstmals mit dessen Politik abgerechnet werden wird.
- 1967: Der Vertrag von Tlatelolco, einem Teil von Mexiko-Stadt, erklärt die Karibik und Lateinamerika zur atomwaffenfreien Zone. Als letzter Staat der Region ratifiziert Kuba im Jahr 2002 das Abkommen.
- 1974: Der russische Schriftsteller Alexander Solschenizyn wird aus der Sowjetunion ausgewiesen und nach Frankfurt am Main ausgeflogen.
- 1989: Durch eine Fatwa abgesichert, ruft der iranische Revolutionsführer Ruhollah Chomeini zur Tötung des Schriftstellers Salman Rushdie auf. Sein Buch Die satanischen Verse richte sich gegen den Islam, den Propheten und den Koran.
- 1993: Die internationale Vereinigung Euroregion Karpaten wird in Debrecen von vier Staaten gegründet.
- 1993: In der jungen Russischen Föderation wird die Nachfolgepartei der KPdSU, die Kommunistische Partei der Russischen Föderation gegründet.
- 2002: Bahrain wird Königreich. Erster König der konstitutionellen Monarchie wird der bisherige Emir Hamad bin Isa Al Chalifa.
- 2002: Auf dem Flughafen Kabul wird der afghanische Minister für Luftfahrt und Tourismus, Abdul Rahman, von Pilgern erschlagen, weil er mit der einzigen afghanischen Maschine nach Indien fliegen will. Die Pilger warten seit Tagen auf einen Flug nach Mekka.
- 2005: Der ehemalige Ministerpräsident des Libanon, Rafiq al-Hariri, fällt mit 22 weiteren Personen einem Attentat auf seinen Fahrzeugkonvoi mit einer Autobombe zum Opfer. Das führt in weiterer Folge zu massiven antisyrischen Protesten im Land.
- 2018: Südafrikas Präsident Jacob Zuma kommt einer Abwahl durch die eigene Regierungspartei ANC zuvor, indem er seinen Rücktritt erklärt.
- 2021: Die Partei Lëvizja Vetëvendosje! unter Albin Kurti gewinnt die Parlamentswahl im Kosovo.

### Wirtschaft

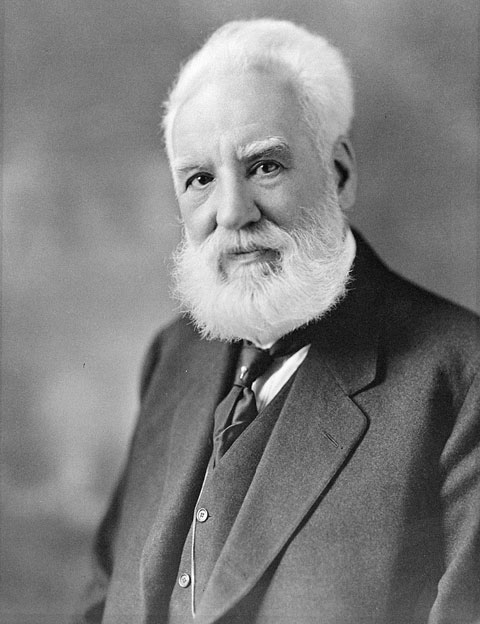
1876: Alexander Graham Bell

- 1876: Alexander Graham Bell beantragt beim US-amerikanischen Patentamt das Patent für seine Erfindung des Telefons. Er kommt damit Elisha Gray um zwei Stunden zuvor, der Bell daher mit seinem Patentantrag unterliegt, obwohl er diesem mit seinen Versuchen zur Übertragung von Tönen bereits weit voraus ist.

IBM-Logo 1924

- 1924: Die von Herman Hollerith im Jahr 1896 gegründete Tabulating Machine Company benennt sich in International Business Machines, abgekürzt IBM, um.
- 1966: 65 Steuerberater gründen in Nürnberg die Genossenschaft DATEV, um für den Beruf sinnvolle Unterstützung durch die EDV bei der Erledigung der Mandantenbuchführung zu erlangen.
- 1967: Auf Initiative des deutschen Bundeswirtschaftsministers Karl Schiller (SPD) treten erstmals Vertreter der Regierung, der Gebietskörperschaften, der Gewerkschaften, der Arbeitgeber- und der Unternehmerverbände zu einer konzertierten Aktion zur Überwindung der Wirtschaftskrise zusammen.
- 1972: Der Star of Sierra Leone, der drittgrößte Diamant der Welt, wird in Sierra Leone gefunden.
- 1989: Das Oberste Gericht Indiens verurteilt den US-Konzern Union Carbide im Streit mit der Regierung wegen der Katastrophe von Bhopal zu einer Schadensersatzzahlung von 470 Millionen US-Dollar. Management und indische Regierung hatten sich auf diesen Betrag nach zähen Verhandlungen verständigt.
- 2000: Die Aktionäre des Holdingkonzerns VIAG stimmen der Fusion mit der VEBA zu – der Weg für die Gründung des Energiekonzerns E.ON ist frei.
- 2005: Die ehemaligen PayPal-Mitarbeiter Chad Hurley, Steve Chen und Jawed Karim gründen die Internet-Videoplattform YouTube.
- 2006: France Télécom gibt bekannt, trotz einer Steigerung des Nettogewinns um 89 % auf 5,7 Milliarden Euro im Vorjahr bis 2008 17.000 weitere Arbeitsplätze einsparen zu wollen.

### Wissenschaft und Technik
- 1747: In Paris entsteht die weltweit erste Ingenieurschule, die École des Ponts ParisTech.
- 1908: Der erste Skilift der Welt, entwickelt und errichtet vom Gastwirt Robert Winterhalder und betrieben mit der Wasserkraft einer Mühle, wird in Schollach bei Eisenbach im Hochschwarzwald offiziell eröffnet.
- 1919: In Den Haag geht mit Testsendungen der weltweit erste kommerzielle Radiosender PCGG des Radiopioniers Hanso Schotanus à Steringa Idzerda in Betrieb.

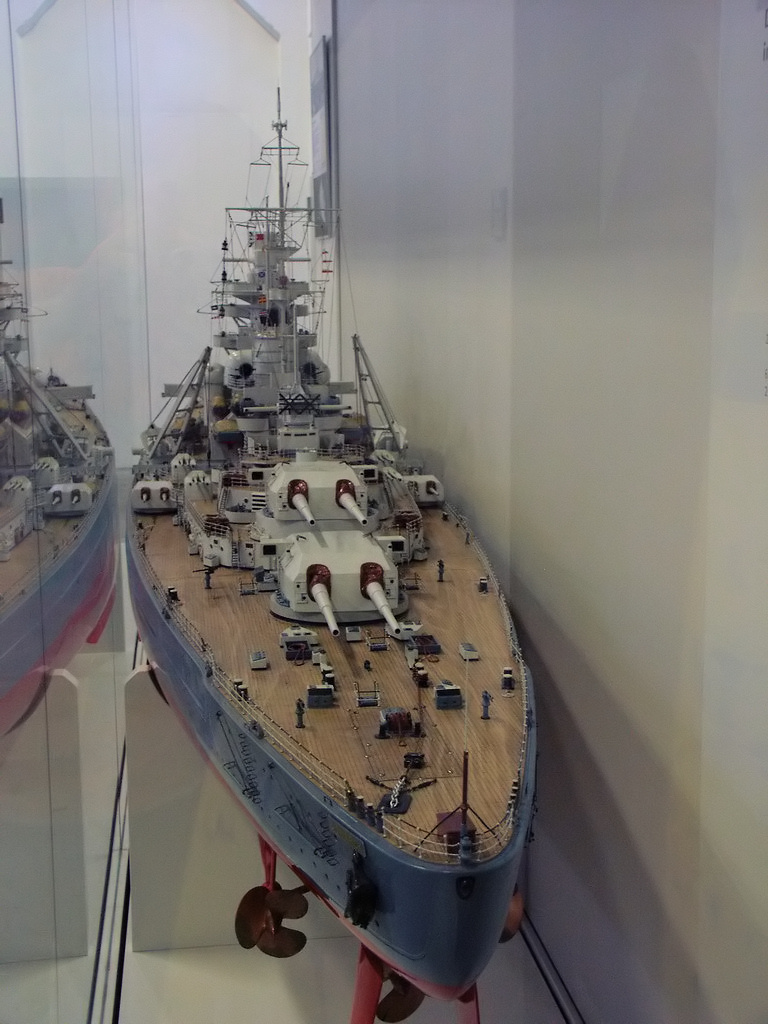
1939: Modell der Bismarck

- 1939: In Hamburg läuft das 46.000-Tonnen-Schlachtschiff Bismarck als Namensgeber der Bismarck-Klasse vom Stapel. Sie ist das zu diesem Zeitpunkt größte und kampfstärkste Schlachtschiff der Welt.

1946: ENIAC auf einem Bild der US-Armee

- 1946: John Presper Eckert und John William Mauchly stellen an der University of Pennsylvania den von ihnen entwickelten und von den ENIAC-Frauen um Ruth Teitelbaum programmierten ersten elektronischen Digitalrechner ENIAC der Öffentlichkeit vor.
- 1961: Ein Forscherteam der University of California, Berkeley teilt mit, dass es erfolgreich die Synthese des chemischen Elements 103 vollzogen habe. Das Element erhält später den Namen Lawrencium.
- 1963: Der erste Satellit der Syncom-Serie wird gestartet. Fünf Stunden nach Betätigen seines Apogäumsmotors reißt der Funkkontakt zum Kommunikationssatelliten der NASA ab.
- 1987: Die Rollout-Zeremonie des Airbus A320 findet statt, der Prototyp wird von Prinz Charles und Prinzessin Diana getauft.

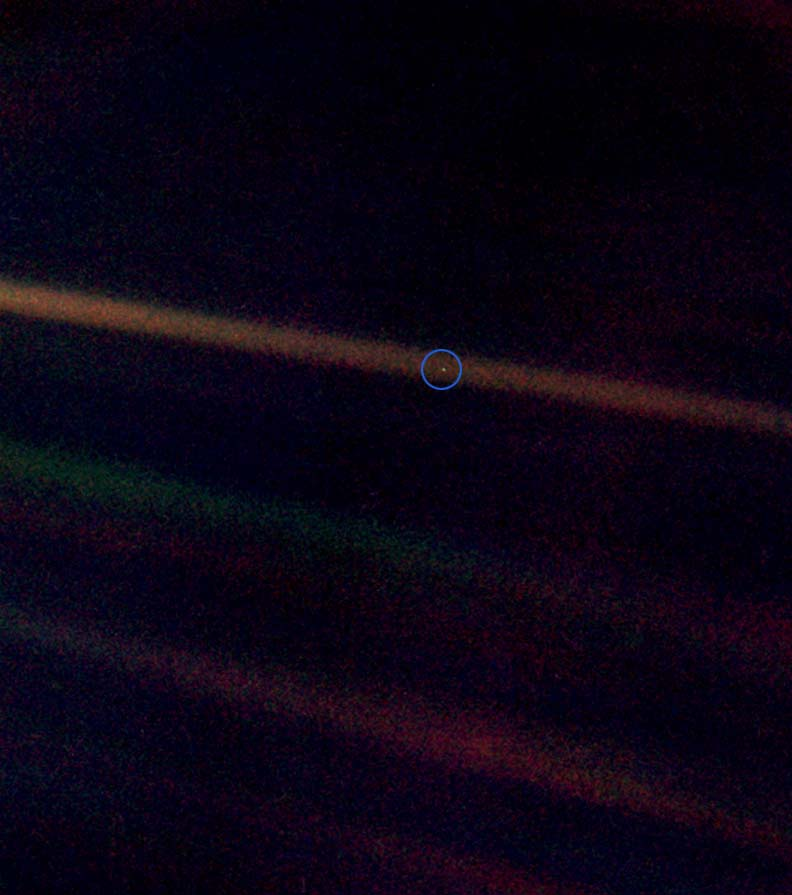
1990: Die Pale Blue Dot-Aufnahme

- 1990: Die Raumsonde Voyager 1 nimmt aus einer Distanz von etwa 6,4 Milliarden Kilometern, der bislang weitesten Entfernung, ein Foto der Erde auf.

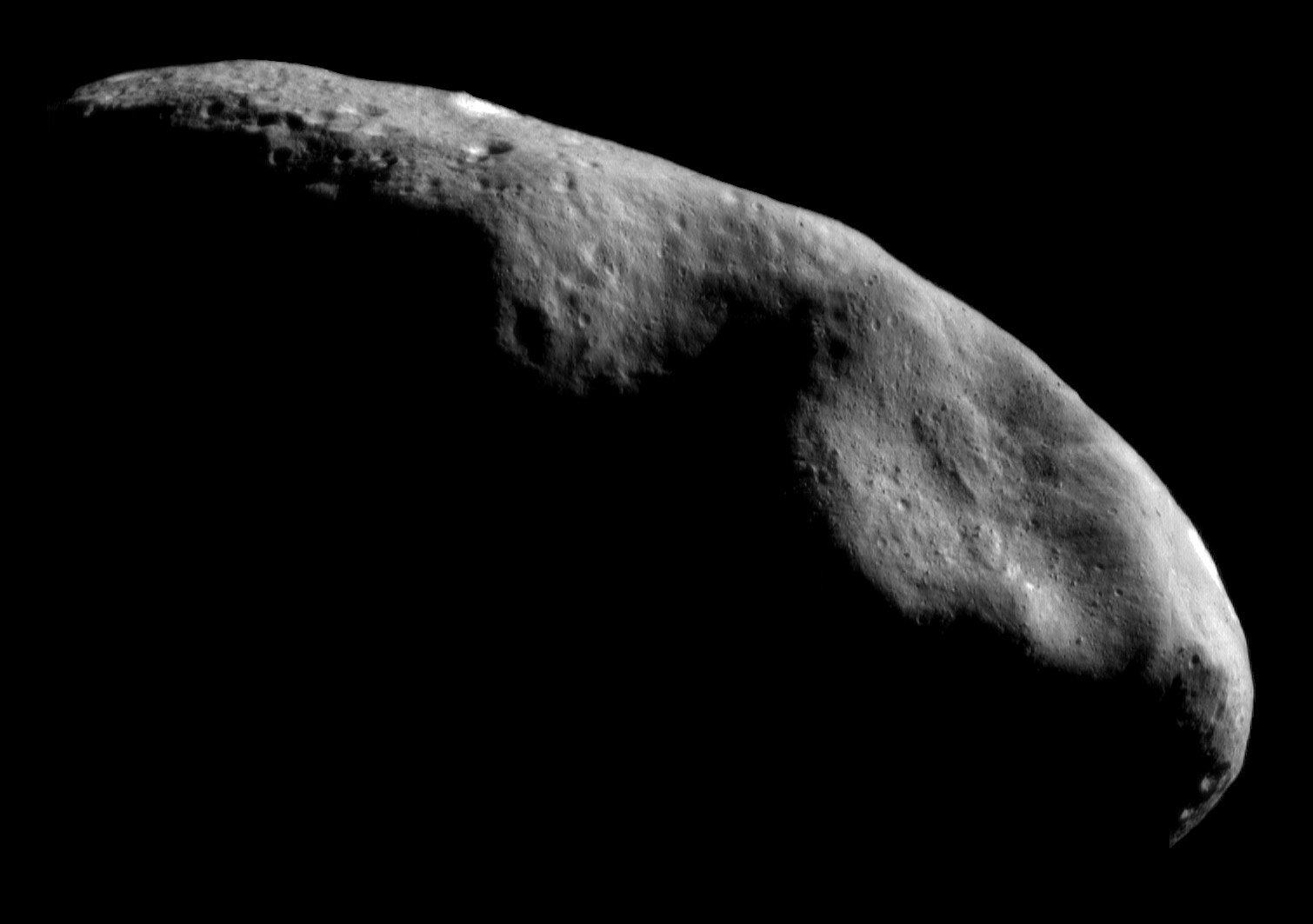
2000: NEAR-Aufnahme von Eros

- 2000: NEAR Shoemaker erreicht Eros und schwenkt als erste Raumsonde in die Umlaufbahn eines Asteroiden ein.

### Kultur
- 1829: Die Oper La straniera (Die Fremde) von Vincenzo Bellini wird am Teatro alla Scala in Mailand uraufgeführt.
- 1895: Oscar Wildes dreiaktige Komödie The Importance of Being Earnest wird mit großem Erfolg im St. James Theatre in London uraufgeführt.

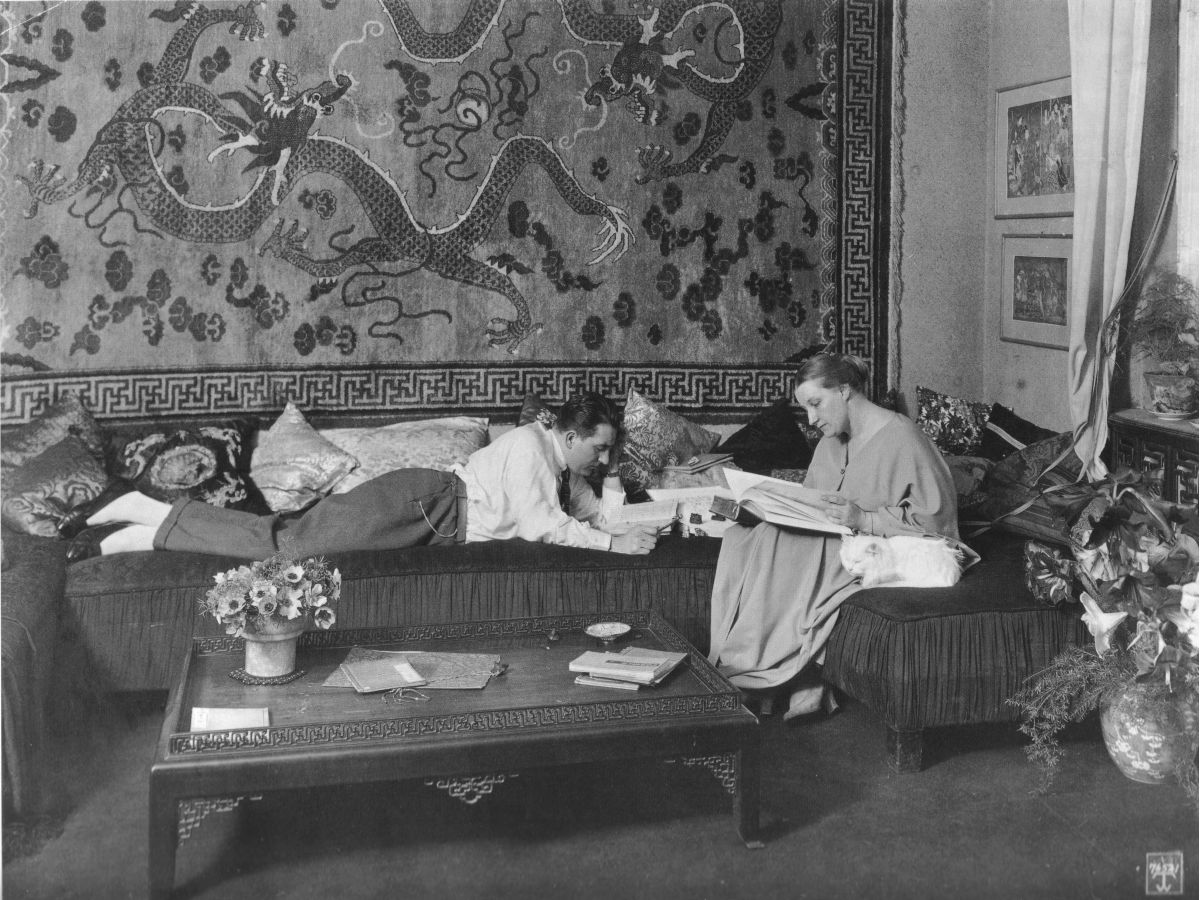
1924: Fritz Lang und Thea von Harbou

- 1924: Die Uraufführung des ersten Teils des zweiteiligen Stummfilms Die Nibelungen – Siegfried von Fritz Lang und Thea von Harbou erfolgt im Ufa-Palast am Zoo in Berlin und wird ein großer Publikumserfolg. Neben den darstellerischen Leistungen werden vor allem die Spezialeffekte Eugen Schüfftans gelobt, die dieser mit dem von ihm entwickelten Schüfftan-Verfahren auf die Leinwand bringt.
- 1927: Der Stummfilm The Lodger (Der Mieter) mit Ivor Novello in der Titelrolle hat seine Uraufführung in London. Regisseur Alfred Hitchcock wird den Spielfilm später als „ersten echten Hitchcock-Film“ bezeichnen.
- 1931: Der Horrorfilm Dracula von Regisseur Tod Browning nach dem gleichnamigen Roman von Bram Stoker mit Bela Lugosi in der Titelrolle wird in New York uraufgeführt.
- 1932: Im Nationaltheater Mannheim findet die Uraufführung der musikalischen Tragikomödie Der gewaltige Hahnrei von Berthold Goldschmidt statt.
- 1939: An der Königlichen Oper in Stockholm erfolgt die Uraufführung der Oper Marionetter von Hilding Rosenberg.
- 1981: Die erste Folge der ZDF-Show Wetten, dass..? wird mit dem Erfinder der Show, Frank Elstner, als Moderator ausgestrahlt.
- 1987: Nach dem Tod der Autorin Joan Lindsay wird trotz Protesten ihres Agenten John Taylor vom australischen Verlag Angus and Robertson das letzte Kapitel ihres Bestsellers Picnic at Hanging Rock (Picknick am Valentinstag) veröffentlicht – 20 Jahre nach dem Erscheinen des Romans.

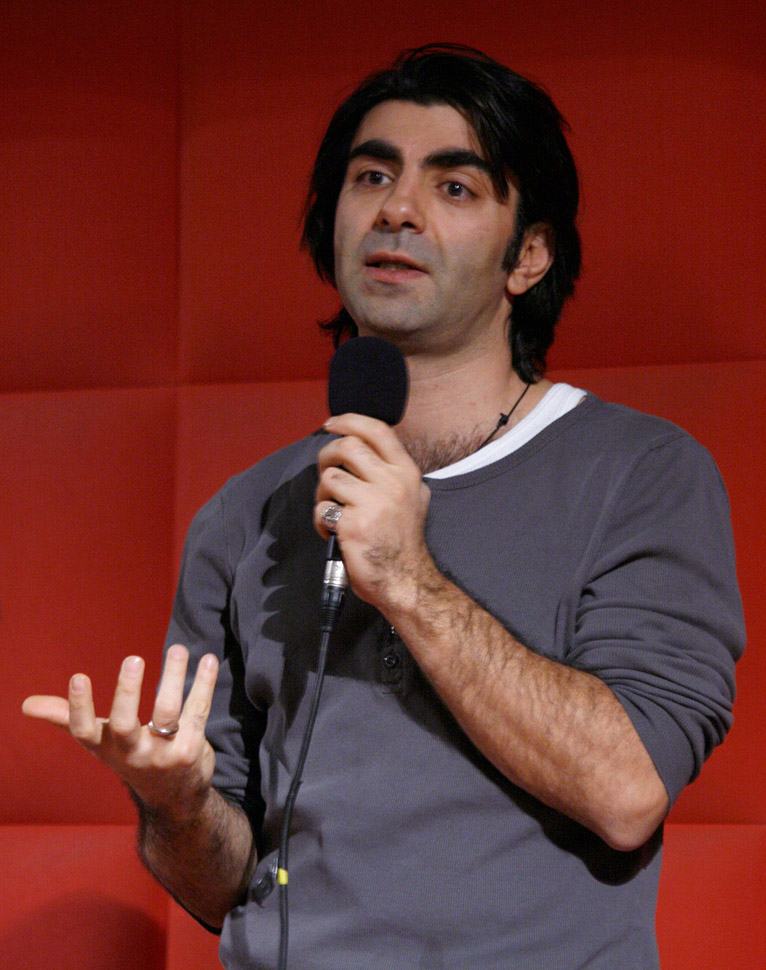
Fatih Akin

- 2004: In Berlin erhält bei der Preisverleihung der Internationalen Filmfestspiele der deutsch-türkische Filmregisseur Fatih Akin den Goldenen Bären.

### Gesellschaft
- 1929: Beim Valentinstag-Massaker in Chicago, Illinois, werden sechs Gangster aus der mit Al Capone rivalisierenden North Side Gang und ein Unbeteiligter in einer Garage ermordet. Der Bandenchef George „Bugs“ Moran kann jedoch entkommen.
- 2003: Die sterblichen Überreste des ehemaligen rumänischen Königs Carol II. werden von Portugal nach Rumänien überführt.
- 2018: Beim Schulmassaker von Parkland erschießt der 19-jährige Nikolas Cruz an seiner ehemaligen Schule, der Marjory Stoneman Douglas Highschool, 14 Schüler und drei Erwachsene.

### Religion
- 1130: Die Wahl der beiden Päpste Anaklet II. und Innozenz II. in Rom löst ein mehrjähriges Schisma aus. Obwohl Innozenz II. von der Minderheit gekürt wird, setzt er sich in den Jahren danach gegen Anaklet II. durch, weil er die kaiserliche Partei auf seiner Seite hat.

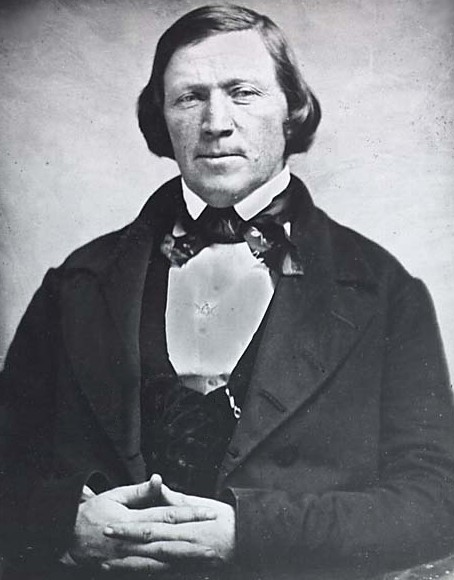
1853: Brigham Young

### Katastrophen
- 1648: Die Naturkatastrophe von Holstein, ein Orkan mit Sturmflut, der angeblich zudem von einem Erdbeben begleitet wurde, zerstört die Holsteinischen Elbmarschen. Unzählige Menschen und Tiere kamen ums Leben, das Gebiet war mehrere Monate völlig überflutet und verwüstet.
- 1996: Eine chinesische Rakete vom Typ Langer Marsch (CZ-3B) gerät beim Start vom Kosmodrom Xichang außer Kontrolle und stürzt in ein nahegelegenes Dorf. Das Ausmaß der Tragödie wird von China geheim gehalten, doch wird geschätzt, dass rund 500 Menschen bei dem Unfall ums Leben kommen.
- 2005: Eine Schlagwetterexplosion in 242 Metern Tiefe führt im Kohlebergwerk Sunjiawan in der chinesischen Provinz Liaoning zu 214 Toten. 336 Bergleute können nach dem Bergwerksunglück gerettet werden.

Kleinere Unglücksfälle sind in den Unterartikeln von Katastrophe und in der Liste von Katastrophen aufgeführt.

### Sport

1932: Logo des FC Vaduz’

- 1932: Ein Dokument bestätigt die Gründung des liechtensteinischen Fußballvereins FC Vaduz.
- 1951: Sugar Ray Robinson wird in Chicago Boxweltmeister im Mittelgewicht nach einem KO-Sieg über seinen Vorgänger Jake LaMotta.

1952: Logo der Olympischen Winterspiele

- 1952: Die norwegische Prinzessin Ragnild eröffnet die VI. Olympischen Winterspiele in Oslo. Der Skispringer Torbjørn Falkanger spricht den olympischen Eid. Deutsche Teilnehmer sind nach ihrem Ausschluss von 1948 wieder zugelassen, kommen jedoch ausschließlich aus Westdeutschland.
- 1996: Der sechste Cricket World Cup beginnt in Indien, Pakistan und Sri Lanka.
- 2004: Der gebürtige Kosovo-Albaner Luan Krasniqi, der unter deutscher Flagge boxt, gewinnt gegen den Türken Sinan Şamil Sam in Stuttgart in einem 12-Runden-Kampf zum zweiten Mal die Europameisterschaft.
- 2015: Der elfte Cricket World Cup beginnt in Australien und Neuseeland.
- 2015: Der Slowene Peter Prevc springt als erster Skispringer auf 250 Meter und stellt damit in Vikersund einen neuen Weltrekord auf.

Einträge von Leichtathletik-Weltrekorden befinden sich unter der jeweiligen Disziplin unter Leichtathletik.

## Geboren

### Vor dem 18. Jahrhundert
- 1404: Leon Battista Alberti, italienischer Architekt, Architekturtheoretiker und Humanist
- 1426: Ulrich Rösch, Abt des Klosters St. Gallen
- 1468: Johannes Werner, deutscher Pfarrer, Mathematiker, Astronom, Astrologe, Geograph und Kartograph
- 1483: Babur, Kaiser von Indien, Gründer des Mogulreiches
- 1491: Johannes Lening, deutscher evangelischer Theologe und Reformator
- 1499: Valentin Tschudi, Schweizer Reformator
- 1513: Domenico Ferrabosco, italienischer Sänger, Kapellmeister und Komponist
- 1515: Friedrich III. von der Pfalz, der Fromme, deutscher Kurfürst von der Pfalz
- 1529: Markus Fugger, deutscher Kaufmann und Grundbesitzer
- 1531: Burkhard Leemann, Schweizer evangelischer Geistlicher und Antistes von Zürich
- 1540: Valentin Schacht, deutscher lutherischer Theologe
- 1543: Valentin Schindler, deutscher Philologe und Orientalist
- 1546: Johannes Pistorius der Jüngere, deutscher Kontroverstheologe und Historiker
- 1575: Giovanni Andrea Donducci, italienischer Maler
- 1600: Otto Brüggemann, deutscher Kaufmann
- 1601: Heinrich Rahn, deutscher Rechtswissenschaftler
- 1602: Francesco Cavalli, italienischer Komponist und Organist
- 1602: Wilhelm V., Landgraf von Hessen-Kassel
- 1609: Ádám Graf Batthyány von Németújvár, ungarischer Adeliger und General
- 1609: Johann Reinboth, deutscher evangelischer Geistlicher
- 1623: Eugenio Casparini, deutscher Orgelbauer
- 1625: Marie Euphrosine von Pfalz-Zweibrücken-Kleeburg, Gräfin De la Gardie
- 1628: Humprecht Johann Czernin von Chudenitz, österreichischer Diplomat
- 1640: Anna Magdalena von Pfalz-Birkenfeld-Bischweiler, deutsche Adelige
- 1650: Jan van Helmont, flämischer Maler
- 1652: Camille d’Hostun de la Baume, duc de Tallard, französischer General und Staatsmann, Marschall von Frankreich
- 1669: Johann Kaspar Haferung, deutscher lutherischer Theologe
- 1675: Johann Cyriak Hackhofer, österreichischer Maler
- 1677: Johann Ludwig Bach, deutscher Komponist
- 1688: Johann Leonhard Rost, deutscher Dichter und Astronom
- 1690: Jakob Ernst von Liechtenstein-Kastelkorn, Bischof von Seckau, Fürstbischof von Olmütz und Fürsterzbischof von Salzburg
- 1692: Pierre-Claude Nivelle de La Chaussée, französischer Dramatiker
- 1696: Gottlieb Jenner, Schweizer Jurist und Politiker

### 18. Jahrhundert
- 1704: Iwan Bezkoi, russischer Schulreformer und Präsident der Russischen Kunstakademie
- 1708: Christian Andreas Cothenius, deutscher Arzt
- 1710: Peter Ahlwardt, deutscher Logiker, Theologe und Philosoph
- 1712: Christian Ludwig von Hagedorn, deutscher Kunsttheoretiker und -sammler
- 1714: Georg Ernst von Holtzendorff, preußischer Generalmajor

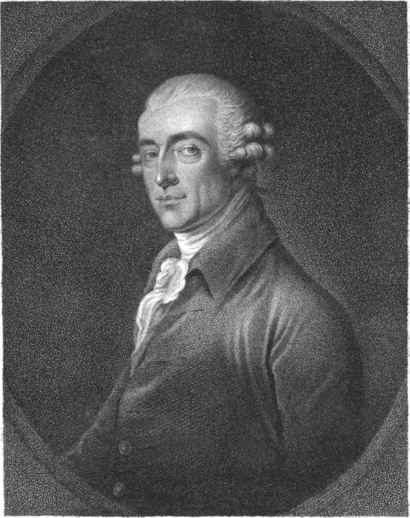
Richard Owen Cambridge (* 1717)

- 1717: Richard Owen Cambridge, englischer Dichter, Gutsbesitzer und Historiker
- 1727: Friedrich Wilhelm Richter, deutscher Geistlicher und Pädagoge
- 1744: Madeleine-Sophie Arnould, französische Schauspielerin, Sängerin und Salonière
- 1722: Georg Christian Füchsel, deutscher Geologe
- 1755: Karl Ludwig von Baden, Erbprinz von Baden
- 1758: Johann von Herring, österreichischer Industrieller
- 1758: Johann Heinrich Wieland, Schweizer Politiker
- 1759: Franz Adam von Waldstein-Wartenberg, österreichischer Botaniker
- 1760: Richard Allen, afroamerikanischer religiöser Führer und Begründer der African Methodist Episcopal Church
- 1760: Ferdinand von Meggenhofen, österreichischer Beamter und Mitglied des Illuminatenordens
- 1761: Luigi Valentino Brugnatelli, italienischer Chemiker
- 1763: Jean-Victor Moreau, französischer General
- 1763: Johann Martin Usteri, Schweizer Dichter
- 1768: Paul Usteri, Schweizer Publizist und Politiker
- 1772: Vincenzo Riolo, italienischer Maler
- 1776: Christian Gottfried Daniel Nees von Esenbeck, deutscher Botaniker und Naturphilosoph
- 1780: Johann Friedrich Naumann, deutscher Ornithologe, Begründer der Vogelkunde in Mitteleuropa
- 1781: Valentín Gómez Farías, mexikanischer Politiker und mehrmaliger interimistischer Präsident Mexikos
- 1782: Johann Werner Henschel, deutscher Bildhauer
- 1786: Eobanus Friedrich Krebaum, deutscher Orgelbauer
- 1787: Peter Krukenberg, deutscher Pathologe
- 1791: Hugues-Fleury Donzel, französischer Entomologe
- 1792: Friedrich von Blittersdorf, badischer Beamter
- 1792: Johann Heinrich Möller, deutscher Historiker, Orientalist, Archivar und Bibliothekar
- 1794: Valentín Ferraz, spanischer Politiker

### 19. Jahrhundert

#### 1801–1850
- 1802: John White, US-amerikanischer Politiker
- 1802: Józef Bohdan Zaleski, polnischer Dichter
- 1805: Francis Valentine Woodhouse, britischer Apostel der katholisch-apostolischen Gemeinden
- 1807: Max Ainmiller, deutscher Architektur- und Glasmaler
- 1807: Ernest Legouvé, französischer Schriftsteller
- 1810: Carmine Gori-Merosi, italienischer Kardinal
- 1813: Alexander Sergejewitsch Dargomyschski, russischer Komponist
- 1815: Louis Thomas, deutscher Pädagoge
- 1816: Georg Beer, deutscher Orgelbauer
- 1816: Carl Emil Viktor von Gonzenbach, Schweizer Kaufmann und Politiker
- 1816: Edward McCabe, irischer Kardinal und Erzbischof von Dublin
- 1816: Franz Valentin Zillner, österreichischer Arzt, Historiker und Ethnograph
- 1819: Christopher Latham Sholes, US-amerikanischer Buchdrucker, Journalist und Erfinder
- 1821: Karoline Ernst, deutsche Theaterschauspielerin und -regisseurin
- 1823: Samuel Apolant, deutscher Rabbiner
- 1823: Heinrich Rückert, deutscher Geschichtsschreiber und Germanist
- 1824: Winfield Scott Hancock, US-amerikanischer General und Politiker
- 1826: Albin Ackermann, deutscher Verleger und Buchhändler
- 1826: August Fleischmann, bayerischer Politiker
- 1826: Charles-Gustave Smith, kanadischer Organist, Komponist, Maler und Musikpädagoge
- 1828: Edmond About, französischer Schriftsteller
- 1828: Émile Blavet, französischer Journalist, Schriftsteller und Librettist
- 1828: Friedrich Gerber, Schweizer evangelischer Geistlicher und Pädagoge
- 1829: Jean Dufresne, deutscher Schachmeister und -autor
- 1830: Richard Adelbert Lipsius, deutscher evangelischer Theologe

James Stewart (* 1831)

- 1831: James Stewart, britischer Missionar und Menschenrechtsaktivist
- 1832: Johann Martin Bürkle, deutscher evangelischer Geistlicher und Schriftsteller
- 1835: Louis Gallet, französischer Librettist und Schriftsteller
- 1837: Josef Durm, deutscher Architekt, Baubeamter und Hochschullehrer
- 1838: Anna Kirpischtschikowa, russische Schriftstellerin
- 1839: Hermann Hankel, deutscher Mathematiker
- 1839: Oskar Liebreich, deutscher Pharmakologe
- 1839: Leopold Pfaundler von Hadermur, österreichischer Physiker
- 1843: Louis Diémer, französischer Pianist und Komponist
- 1843: Otto von Littrow, österreichischer Physiker
- 1844: Robert Themptander, schwedischer Politiker
- 1844: Joseph Thyssen, deutscher Industrieller
- 1846: Cecil De Vere, britischer Schachmeister
- 1846: Sigmund Gundelfinger, deutscher Mathematiker
- 1847: Konrad Hörni, Schweizer Unternehmer und Politiker
- 1848: Benjamin Baillaud, französischer Astronom
- 1850: Nikolai Romanow, russischer Adeliger

#### 1851–1900
- 1851: Jacobus Johannes Hartman, niederländischer Altphilologe
- 1855: João Franco Ferreira Pinto Castelo Branco, portugiesischer Politiker
- 1855: Wsewolod Michailowitsch Garschin, russischer Schriftsteller
- 1856: Frank Harris, irisch-britischer Autor und Redakteur
- 1858: Joseph Thomson, britischer Entdecker und Afrikareisender
- 1859: Bernhard Ankermann, deutscher Ethnologe und Afrikaforscher
- 1860: Eugen Schiffer, deutscher Jurist und Politiker, MdL, MdR
- 1861: Clara Sudermann, deutsche Schriftstellerin
- 1862: Elise Bartels, deutsche Lehrerin, Frauenrechtlerin und Bürgerschaftsabgeordnete in Lübeck

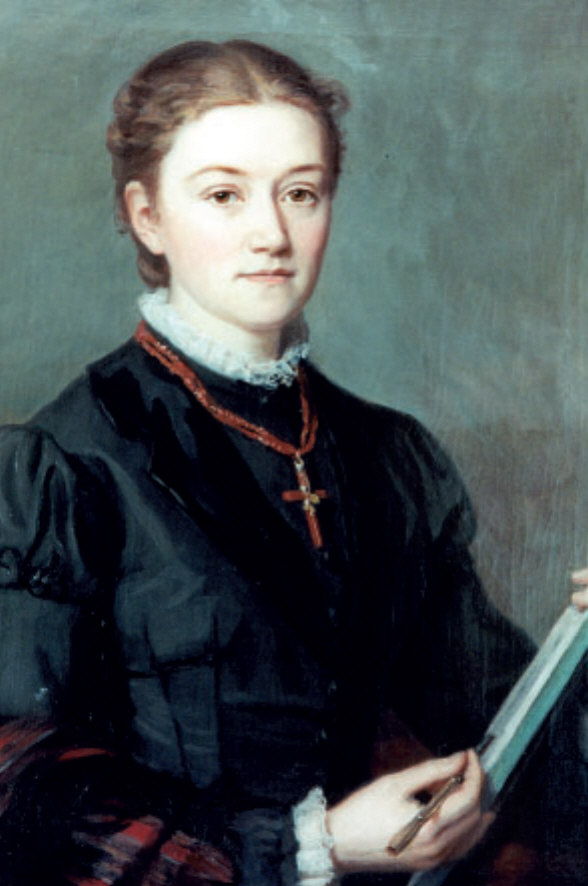
Agnes Pockels (* 1862)

- 1862: Agnes Pockels, deutsche Physikerin und Chemikerin
- 1863: Georges Fulliquet, Schweizer evangelischer Geistlicher und Hochschullehrer
- 1863: Otto Kern, deutscher Altphilologe und Archäologe
- 1864: Dickie Baugh, englischer Fußballspieler
- 1864: Robert Ezra Park, US-amerikanischer Soziologe
- 1865: August Fischer, deutscher Orientalist
- 1869: Karel P. C. de Bazel, niederländischer Architekt
- 1869: Charles Thomson Rees Wilson, britischer Physiker
- 1871: Frederik Samuel Knipscheer, niederländischer Theologe und Historiker
- 1871ː Marion Mahony Griffin, US-amerikanische Architektin, eine der weltweit ersten lizenzierten Architektinnen
- 1873: Wilhelm Apel, deutscher Politiker
- 1873: Pierre-Macario Saba, syrischer Erzbischof von Aleppo
- 1874: Dan Bain, kanadischer Eishockeyspieler
- 1876: Hermann Wätjen, deutscher Historiker
- 1877: Edmund Landau, deutscher Mathematiker

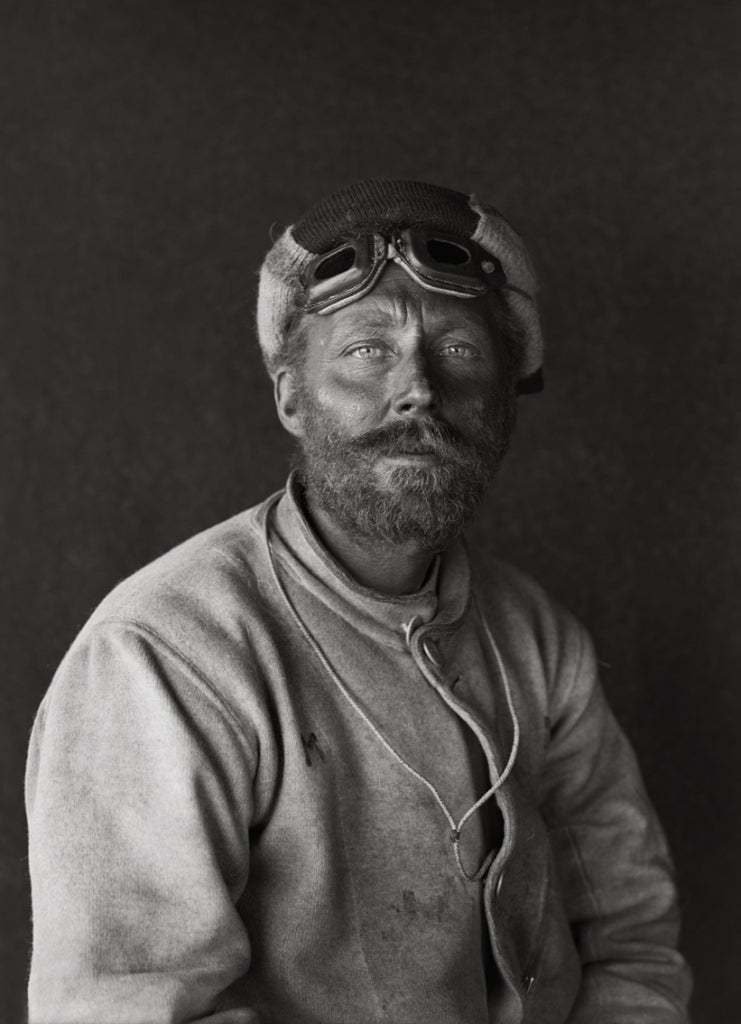
Cecil Meares (* 1877)

- 1877: Cecil Meares, britischer Abenteurer, Musher und Antarktisfahrer
- 1878: Hirota Kōki, japanischer Premierminister
- 1878: Hans Ledwinka, österreichischer Automobilkonstrukteur
- 1879: Frederick Philip Grove, deutsch-kanadischer Schriftsteller und Übersetzer
- 1880: Egon Berger-Waldenegg, österreichischer Jurist, Politiker und Gutsbesitzer
- 1880: Maria Labia, italienische Opernsängerin
- 1881: František Čech-Vyšata, tschechischer Reiseschriftsteller
- 1882: John Barrymore, US-amerikanischer Schauspieler
- 1882: Saitō Mokichi, japanischer Lyriker und Essayist
- 1882: Friedrich Hermann Ernst Schneidler, deutscher Schriftentwerfer, Lehrer und Kalligraph
- 1883: Heinrich Wienken, deutscher Bischof des Bistums Meißen
- 1886: Friedrich Arenhövel, deutscher Schriftsteller
- 1886: Melchior von der Decken, deutscher Jurist

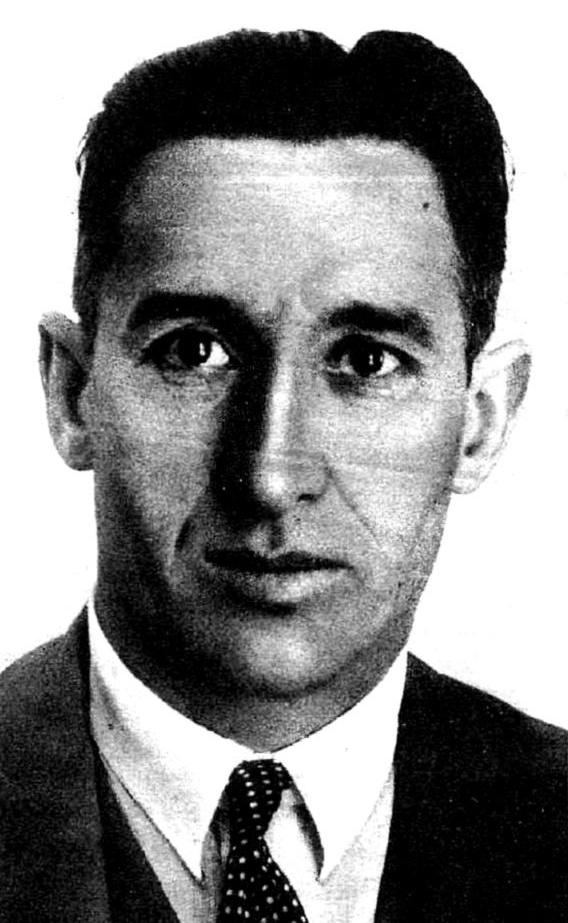
Ángel Pestaña (* 1886)

- 1886: Ángel Pestaña, spanischer Syndikalist und Politiker
- 1886: Karl Reinhardt, deutscher Altphilologe
- 1886: Theodor Werner, deutscher Maler
- 1887: Anton Faistauer, österreichischer Maler
- 1888: Robert Remak, deutscher Mathematiker
- 1889: Johannes Christensen, dänischer Marathonläufer und Ingenieur
- 1889: Bartolomeo Costantini, italienischer Flieger und Automobilrennfahrer
- 1891: Erich Engel, deutscher Film- und Theaterregisseur
- 1891: Katherine Stinson, US-amerikanische Flugpionierin
- 1892: Teresa Cohen, US-amerikanische Mathematikerin
- 1892: Heinrich Kautz, deutscher Pädagoge und Schriftsteller
- 1894: Jack Benny, US-amerikanischer Schauspieler und Radiomoderator
- 1895: Wilhelm Burgdorf, deutscher General, Chefadjutant des Oberkommandos der Wehrmacht bei Hitler
- 1895: Max Horkheimer, deutscher Philosoph und Soziologe
- 1895: Alexander Alexandrowitsch Mikulin, sowjetischer Triebwerkskonstrukteur
- 1896: Robert Battagliola, französischer Autorennfahrer
- 1896: Heinrich-Sigismund von der Heyde
- 1896: Werner Richard Heymann, deutscher Komponist und Dirigent
- 1897: Jørgen Bentzon, dänischer Komponist
- 1898: Fritz Zwicky, Schweizer Physiker und Astronom
- 1900: August Rucker, deutscher Städtebauer und Politiker, Landesminister

### 20. Jahrhundert

#### 1901–1925
- 1901: Hans Schütz, deutscher Politiker, MdB
- 1901: Rolf Wanka, österreichischer Schauspieler

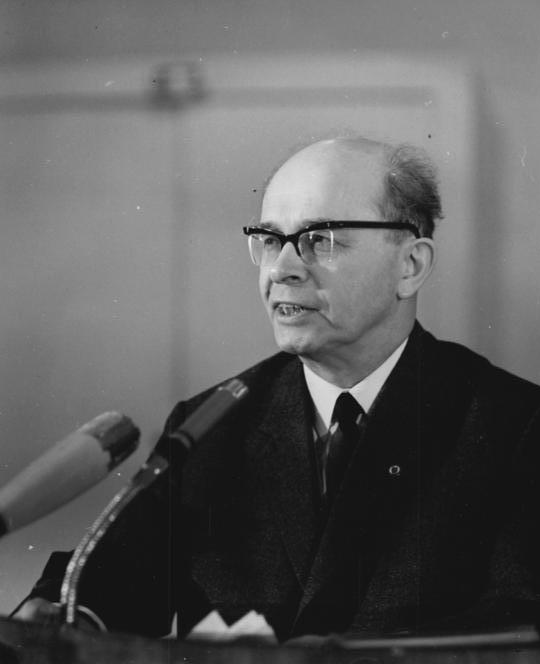
Alexander Abusch (* 1902)

- 1902: Alexander Abusch, deutscher Journalist, Schriftsteller und Politiker, Kulturminister in der DDR
- 1902: Hans Griem, deutscher Politiker, MdL, MdB
- 1902: Thelma Ritter, US-amerikanische Schauspielerin
- 1903: Fritz Büchtger, deutscher Komponist
- 1903: Julius Meinl III., österreichischer Unternehmer
- 1904: Walter Hochmuth, deutscher Politiker, MdL, Widerstandskämpfer gegen den Nationalsozialismus und Diplomat der DDR
- 1904: Hertta Kuusinen, finnische Politikerin
- 1905: Francis Valentine Joseph „Frank“ Hussey, US-amerikanischer Leichtathlet
- 1905: Hella Jacobs, deutsche Malerin der Neuen Sachlichkeit
- 1905: Bernard Martin, Schweizer evangelischer Geistlicher
- 1906: Maurice de Gandillac, französischer Philosoph
- 1907: Sven Andersson, schwedischer Fußballspieler und -trainer
- 1907: Hilda Graef, deutsche Theologin und Schriftstellerin
- 1909: Karen DeWolf, US-amerikanische Drehbuchautorin und Schriftstellerin
- 1911: Mercedes Sagredo, dominikanische Komponistin
- 1911: Maurice Gatsonides, niederländischer Autorennfahrer und Unternehmer
- 1911: Gerhard Schumann, deutscher Schriftsteller
- 1911: Eduardo Serrano, venezolanischer Musiker, Dirigent und Komponist
- 1912: Kurt Schulz, deutscher Kameramann
- 1912: Josef Schwammberger, deutscher SS-Unteroffizier, Ghetto- und KZ-Leiter, Massenmörder

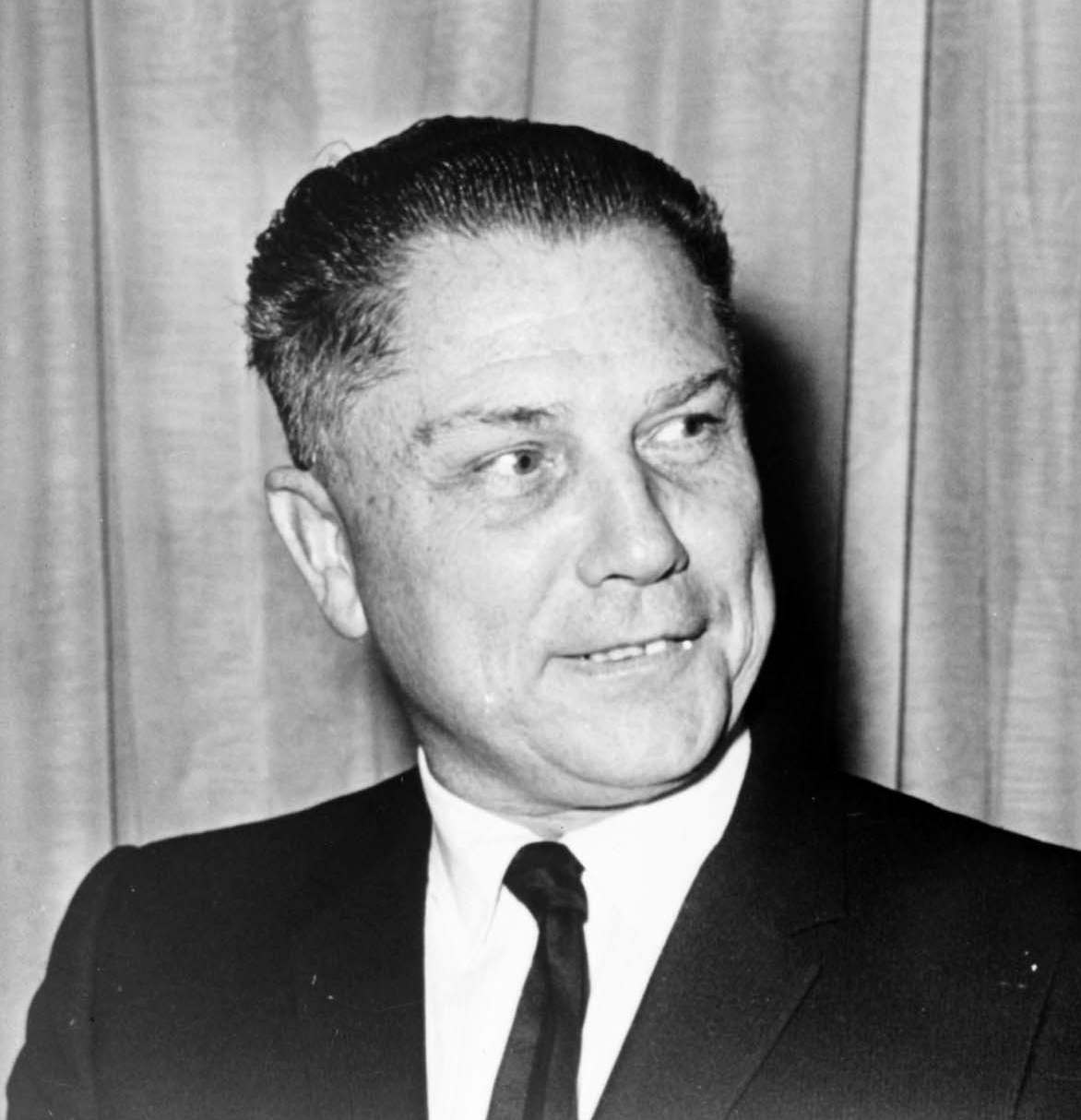
Jimmy Hoffa (* 1913)

- 1913: Jimmy Hoffa, US-amerikanischer Gewerkschaftsführer
- 1913: Bayliss Levrett, US-amerikanischer Autorennfahrer
- 1913: Leo Mildenberg, Schweizer Numismatiker, Münzhändler und Fachbuchautor
- 1915: Johannes Duft, Schweizer Stiftsbibliothekar
- 1915: Sareh I., Katholikos des Großen Hauses von Kilikien der Armenischen Apostolischen Kirche
- 1915: Georg Thomalla, deutscher Schauspieler und Kabarettist
- 1916: Hans-Wolrad Dölling, deutscher General
- 1916: Sally Gray, britische Filmschauspielerin
- 1916: Fritz Schmenkel, deutscher Kommunist und Widerstandskämpfer gegen den Nationalsozialismus
- 1916: Inoue Yūichi, japanischer Maler
- 1916: Oskar Wielgos, deutscher Problemkomponist
- 1917: Herbert A. Hauptman, US-amerikanischer Mathematiker und Biophysiker, Nobelpreisträger
- 1918: Jacob do Bandolim, brasilianischer Mandolinist und Komponist
- 1920: Siegfried Bärsch, deutscher Politiker, MdB
- 1920: Alois Brügger, Schweizer Arzt
- 1920: Judith Holzmeister, österreichische Schauspielerin
- 1920: Jack Lesberg, US-amerikanischer Musiker
- 1922: Otto Hackmack, deutscher Gewerkschafter und Politiker
- 1923: Vera Ferra-Mikura, österreichische Kinder- und Jugendbuchautorin
- 1924: Ralf Arnie, deutscher Komponist
- 1924: Argyris Kounadis, griechischer Komponist
- 1924: Lothar Zitzmann, deutscher Maler
- 1925: Elliot Lawrence, US-amerikanischer Jazzpianist

#### 1926–1950
- 1926: Roland Dörfler, deutscher Maler

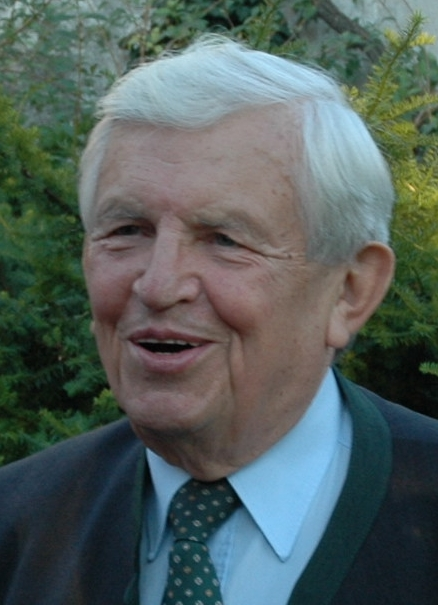
Siegfried Ludwig (* 1926)

- 1926: Siegfried Ludwig, österreichischer Politiker, Landeshauptmann von Niederösterreich
- 1926: Claus Thierschmann, deutscher Offizier, Generalleutnant der Bundesluftwaffe
- 1927: Edi Huber, Schweizer Schauspieler
- 1927: Hans Kann, österreichischer Pianist und Komponist
- 1927: Lois Maxwell, kanadische Schauspielerin
- 1927: Willy Schnell, Solooboist des Württembergischen Staatsorchesters und der Bachakademie Stuttgart, Professor in Stuttgart
- 1929ː Helga Feldner-Busztin, österreichische Holocaust-Überlebende
- 1929: Peter Hans Hofschneider, deutscher Molekularbiologe
- 1929: Wyn Morris, britischer Dirigent
- 1929: Vic Morrow, US-amerikanischer Schauspieler
- 1929: Peter Neugebauer, deutscher Karikaturist und Autor
- 1931: Jonathan Adams, britischer Schauspieler
- 1931: Perikles Fotopoulos, griechisch-italienischer Schlagersänger
- 1931: Brian Kelly, US-amerikanischer Schauspieler
- 1931: Stephan Stompor, deutscher Dramaturg und Musikwissenschaftler

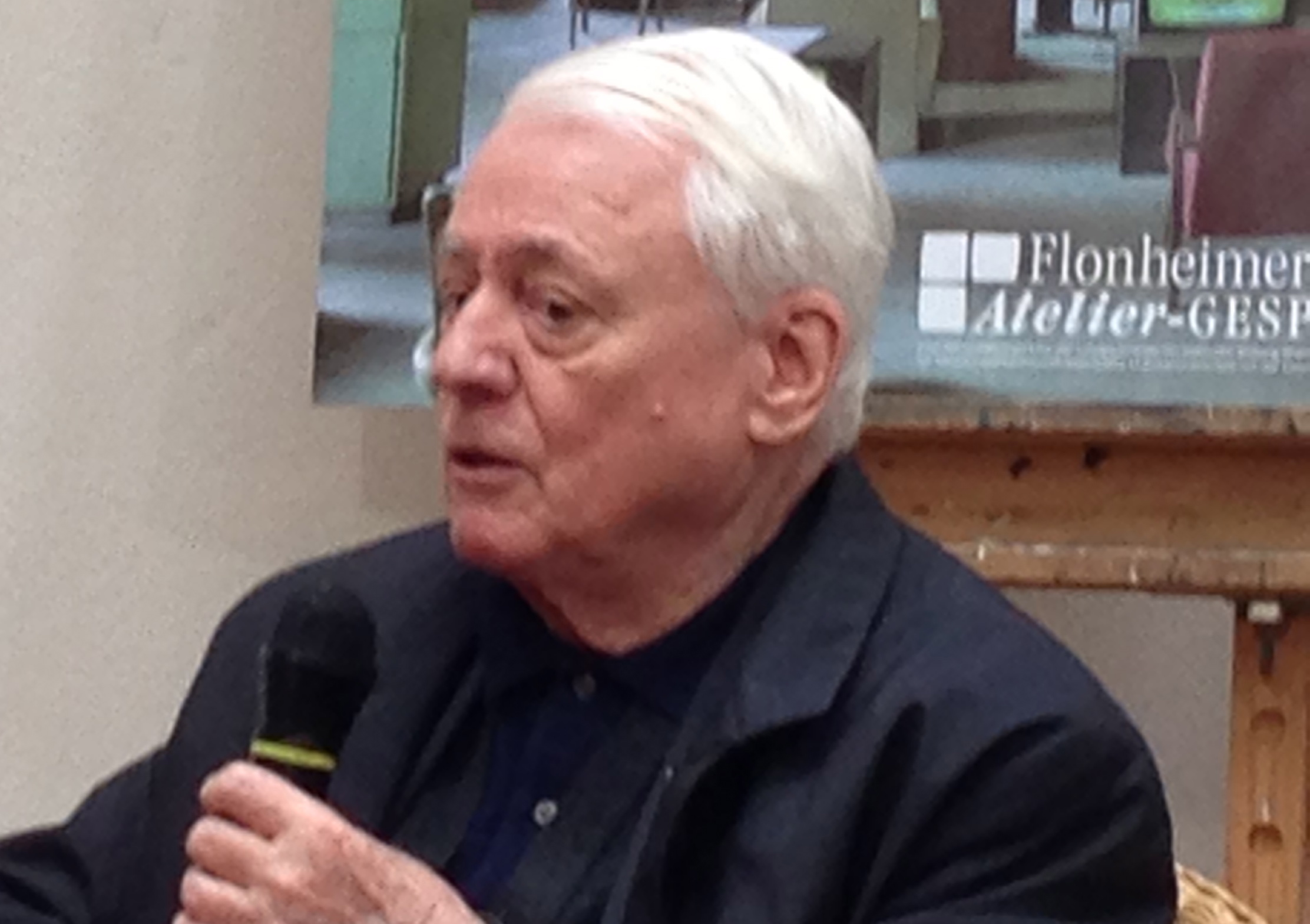
Alexander Kluge (* 1932)

- 1932: Alexander Kluge, deutscher Filmemacher, Schriftsteller und Fernsehautor
- 1932: Alberto Winkler, italienischer Ruderer, Olympiasieger
- 1933: Míla Myslíková, tschechische Schauspielerin
- 1933: Robert Shea, US-amerikanischer Schriftsteller
- 1933: Andrei Wolkonski, russischer Komponist, Organist und Cembalist
- 1934: Herwig Wolfram, österreichischer Historiker
- 1935: Patricia Bredin, britische Sängerin, Schauspielerin und Buchautorin
- 1936: David Yonggi Cho, koreanischer Evangelist
- 1936: Horacio Troche, uruguayischer Fußballspieler
- 1937: Nicole Heesters, deutsche Schauspielerin
- 1937: Magic Sam, US-amerikanischer Blues-Gitarrist und -Sänger
- 1939: Sam Ard, US-amerikanischer Rennfahrer
- 1939: Razzy Bailey, US-amerikanischer Country-Musiker
- 1939: Johanna Dohnal, österreichische Politikerin
- 1939: Friedrich Kuhlmann, deutscher Agrarwissenschaftler

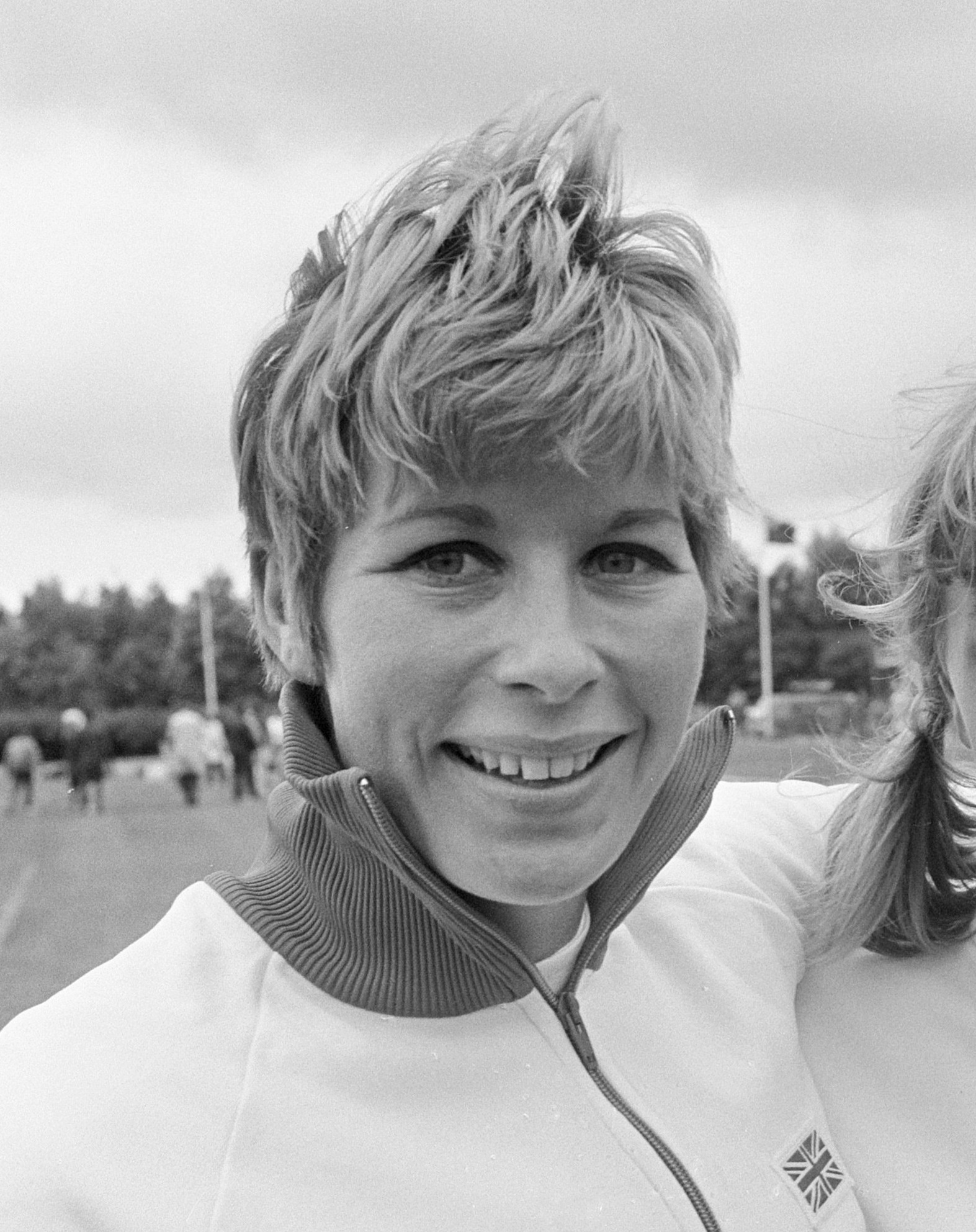
Mary Rand (* 1940)

- 1940: Mary Rand, britische Leichtathletin, Olympiasiegerin
- 1940: Abdelwahab Abdallah, tunesischer Diplomat und Politiker
- 1940: Arno Anzenbacher, österreichischer Anthropologe und Sozialethiker
- 1941: Big Jim Sullivan, britischer Gitarrist
- 1942: Michael Bloomberg, US-amerikanischer Geschäftsmann, Bürgermeister von New York
- 1942: Dieter Pauly, deutscher Fußballschiedsrichter
- 1942: Pertti Purhonen, finnischer Boxer
- 1942: Andrew Robinson, US-amerikanischer Schauspieler
- 1942: Ricardo Rodríguez, mexikanischer Automobilrennfahrer
- 1943: Eric Andersen, US-amerikanischer Sänger und Songschreiber
- 1943: Günther Knauss, deutscher Eishockeytorwart und Kommunalpolitiker
- 1943: Klaus Lippold, deutscher Politiker, MdB
- 1943: Thomas Lück, deutscher Schlagersänger
- 1943: Ischa Meijer, niederländischer Journalist, Schriftsteller und Talkmaster
- 1943: Maceo Parker, US-amerikanischer Musiker
- 1944: Carl Bernstein, US-amerikanischer Journalist
- 1944: Nicolas Bührer, Schweizer Unternehmer und Autorennfahrer
- 1944: Ros Drinkwater, britische Schauspielerin, Tänzerin und Fotojournalistin

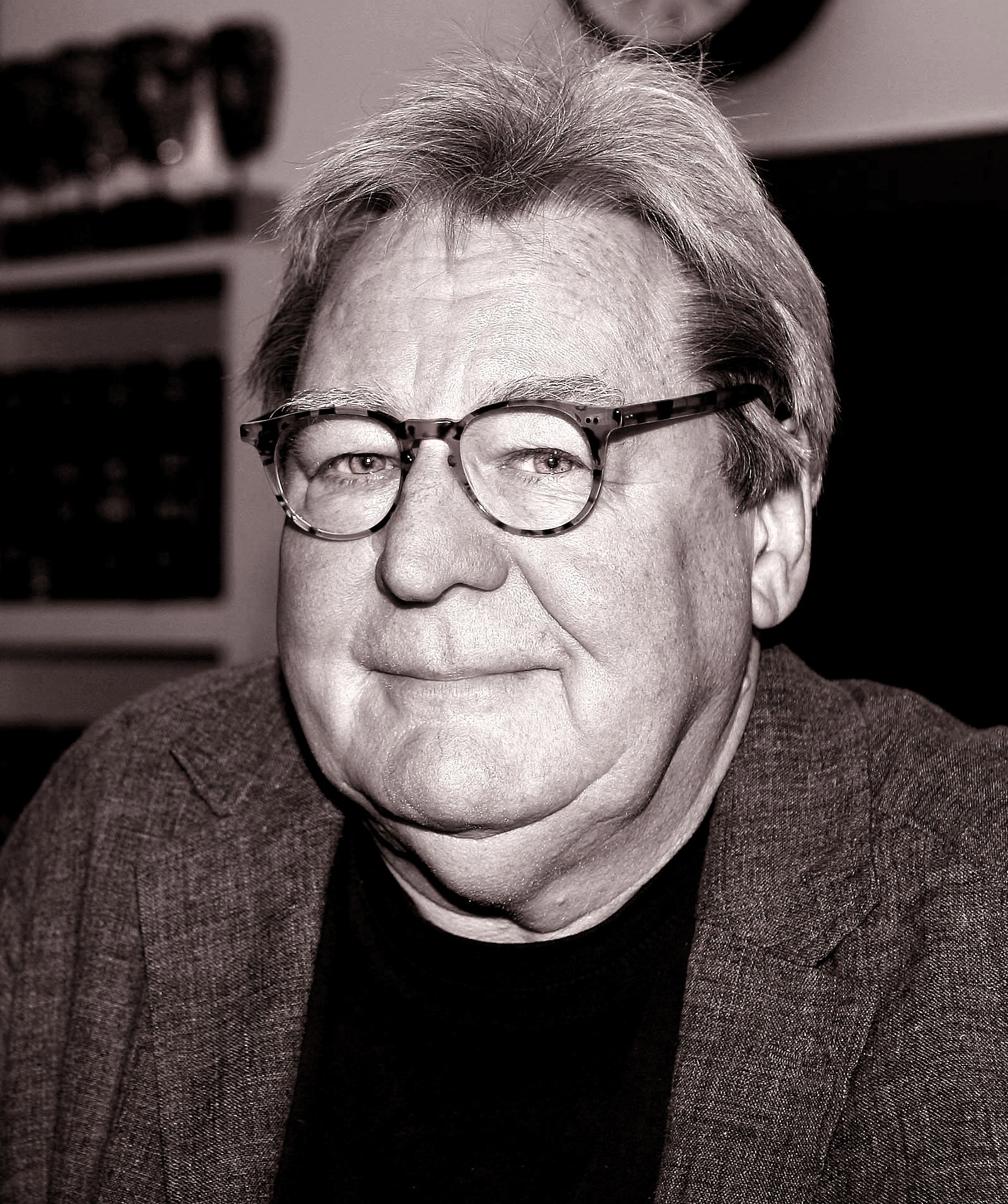
Alan Parker (* 1944)

- 1944: Alan Parker, britischer Filmregisseur
- 1944: Ronnie Peterson, schwedischer Automobilrennfahrer
- 1944: Peter Rapp, österreichischer Moderator, Fernsehunterhalter und Quizmaster
- 1944: Denny Zager, US-amerikanischer Musiker (Zager and Evans)
- 1945: Hans-Adam II., regierender Fürst und Staatsoberhaupt Liechtensteins
- 1945: Thorleif Andresen, norwegischer Radrennfahrer
- 1945: Uwe Göllner, deutscher Politiker, MdB
- 1945: Larry Seiple, US-amerikanischer American-Football-Spieler
- 1946: Maria Christina Aumont, französische Schauspielerin
- 1946: Bernard Dowiyogo, nauruischer Politiker
- 1946: Timothy Fok, chinesischer Unternehmer und Sportfunktionär aus Hongkong
- 1946: Gregory Hines, US-amerikanischer Stepptänzer und Schauspieler
- 1947: Tim Buckley, US-amerikanischer Sänger und Gitarrist
- 1947: Heide Ecker-Rosendahl, deutsche Leichtathletin, Olympiasiegerin
- 1947: Vartan Malakian, armenisch-US-amerikanischer Künstler
- 1947: Stephen A. Schwarzman, US-amerikanischer Unternehmer, Investmentbanker und Mäzen
- 1947: Phạm Tuân, vietnamesischer Ingenieur und Kosmonaut
- 1947: Jochen Welt, deutscher Politiker, MdB
- 1950: Josipa Lisac, kroatische Rock-Sängerin

#### 1951–1975
- 1951: Boško Abramović, serbischer Schachmeister
- 1951: Volker Bescht, deutscher General
- 1951: Michael Doucet, US-amerikanischer Fiddlespieler und Singer-Songwriter
- 1951: Kevin Keegan, englischer Fußballspieler und -trainer
- 1951: Daniel Miller, britischer Musikproduzent
- 1951: Haruki Uemura, japanischer Judoka
- 1952: Marlies Ameling, deutsche Formgestalterin und Industriedesignerin
- 1952: Peter-Michael Diestel, deutscher Rechtsanwalt, Politiker, MdL, stellvertretender Ministerpräsident und Minister der DDR
- 1952: Anton Lesser, englischer Schauspieler
- 1952: Leslie Wilson, neuseeländischer Hockeyspieler

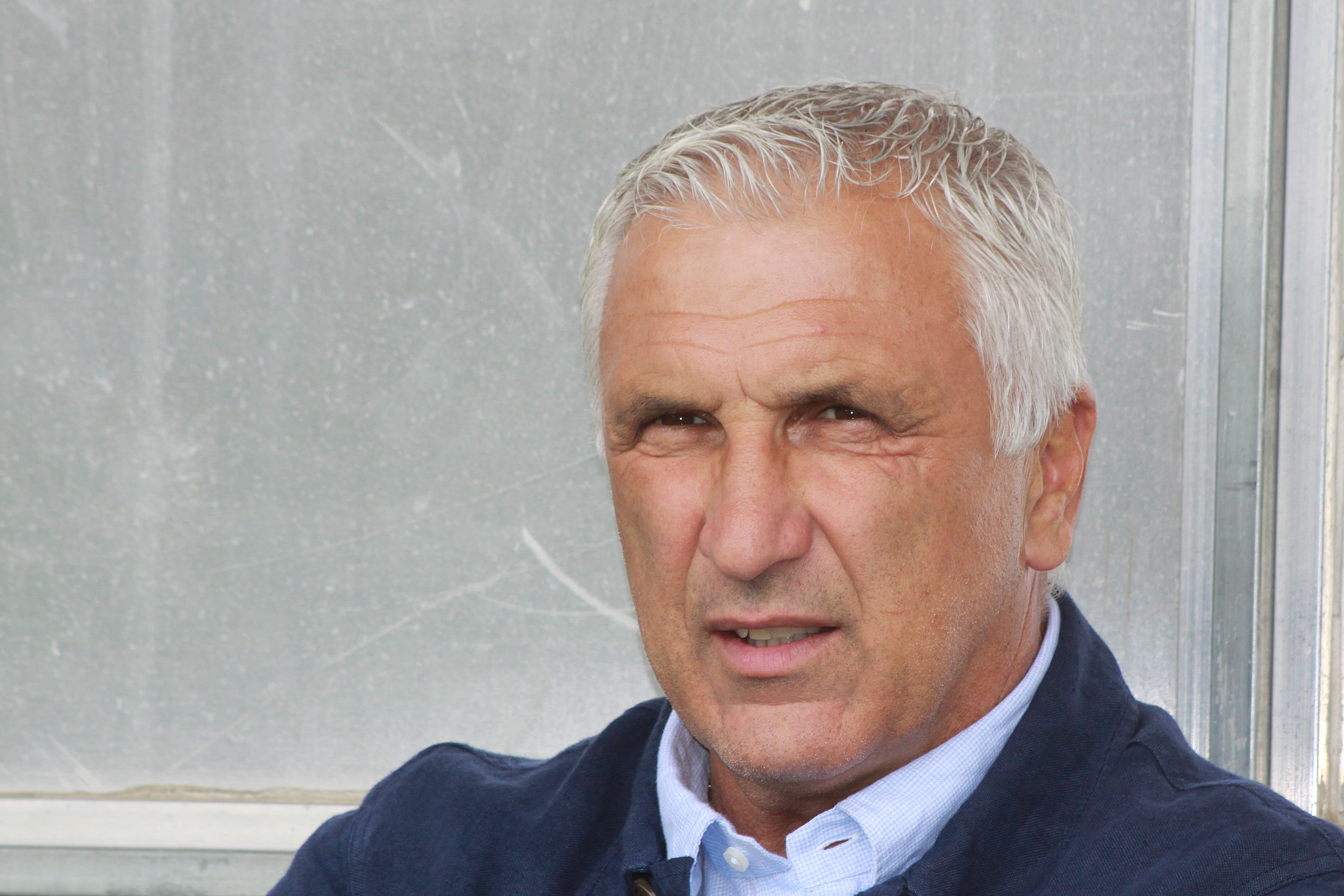
Hans Krankl (* 1953)

- 1953: Hans Krankl, österreichischer Fußballer, Trainer und Sänger
- 1953: Sergei Mironow, russischer Politiker
- 1954: Vladimir Drinfeld, ukrainischer Mathematiker
- 1955: Margaret Carline, neuseeländische Vielseitigkeitsreiterin
- 1956: John Anderson, American-Football-Spieler
- 1956: Katharina Fritsch, deutsche Bildhauerin
- 1956: Geoff Goodman, US-amerikanischer Jazzgitarrist
- 1956: Rainer Guldener, Schweizer Schauspieler
- 1957: Marina Arrate, chilenische Dichterin und Psychologin
- 1957: Tommy Campbell, US-amerikanischer Jazzschlagzeuger
- 1957: Soile Isokoski, finnische Sopranistin
- 1958: Felix Böhni, Schweizer Leichtathlet
- 1959: Tsitsi Dangarembga, simbabwische Autorin und Filmemacherin
- 1959: Christian Erb, Schweizer Leichtathlet

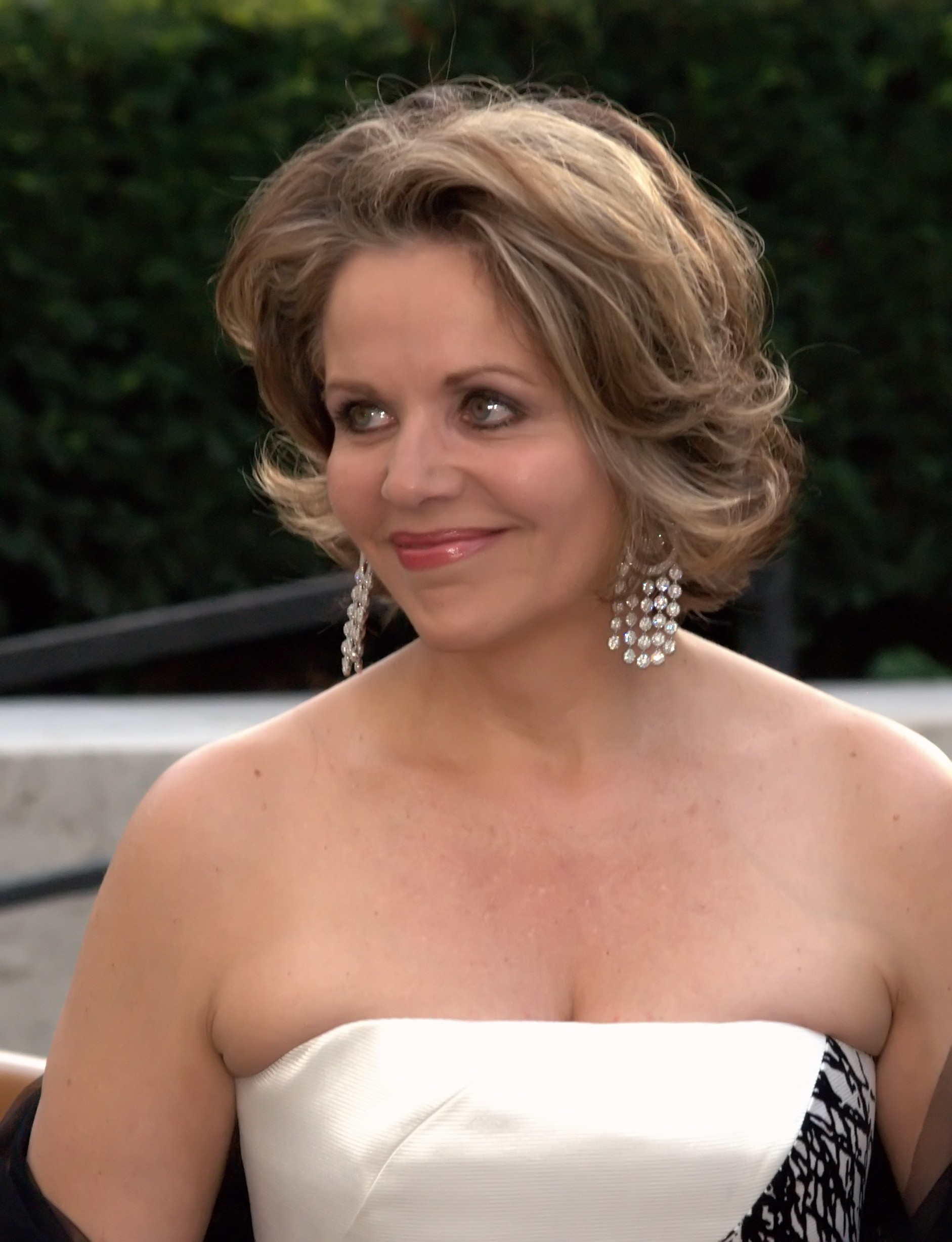
Renée Fleming (* 1959)

- 1959: Renée Fleming, US-amerikanische Sopranistin
- 1959: Phillip Greenlief, US-amerikanischer Jazzsaxophonist
- 1959: Manfred Möck, deutscher Schauspieler
- 1959: Michael Zürn, deutscher Politikwissenschaftler
- 1960: Gerhard Larcher, österreichischer Mathematiker und Professor
- 1960: Jocelyn Pook, englische Komponistin und Violinistin
- 1960: Meg Tilly, US-amerikanische Schauspielerin, Tänzerin und Autorin
- 1961: Maria do Carmo Silveira, Premierministerin von São Tomé und Príncipe
- 1961: Harry Knüsel, Schweizer Schwinger
- 1962: Jean-Luc Cairon, französischer Turner
- 1962: Josef Hader, österreichischer Kabarettist und Schauspieler
- 1963: Enrico Colantoni, kanadischer Schauspieler
- 1963: Annette Kurschus, deutsche evangelische Theologin, Präses der EKvW und Ratsvorsitzende der EKD
- 1964: Patricia Acioli, brasilianische Richterin
- 1964: Sabrina Ascacibar, deutsch-argentinische Schauspielerin, Sängerin, Tänzerin und Musikerin
- 1964: Gianni Bugno, italienischer Radrennfahrer
- 1964: Heike B. Görtemaker, deutsche Historikerin
- 1964: Andreas Neitzel, deutscher Handballspieler
- 1964: Sigrid Wolf, österreichische Skirennläuferin
- 1965: Karl Erik Bøhn, norwegischer Handballspieler und -trainer
- 1965: Mental Theo, niederländischer DJ und Produzent
- 1966: Valerios Leonidis, griechischer Gewichtheber
- 1966: Jochen Schölch, deutscher Theaterregisseur
- 1967: Helge Kautz, deutscher Science-Fiction-Autor
- 1967: Thomas Kronthaler, deutscher Regisseur und Drehbuchautor
- 1967: Mark Rutte, niederländischer Politiker
- 1968: Martin Bader, deutscher Fußball-Funktionär
- 1968: Scott Sharp, US-amerikanischer Autorennfahrer
- 1969: Adriana Behar, brasilianische Beachvolleyballspielerin
- 1969ː Teresa Caeiro, portugiesische Juristin und Politikerin
- 1969: Susanne Gannott, deutsche Schauspielerin und Sängerin
- 1970: Xavier Girard, französischer Nordischer Kombinierer
- 1970: Giuseppe Guerini, italienischer Radrennfahrer

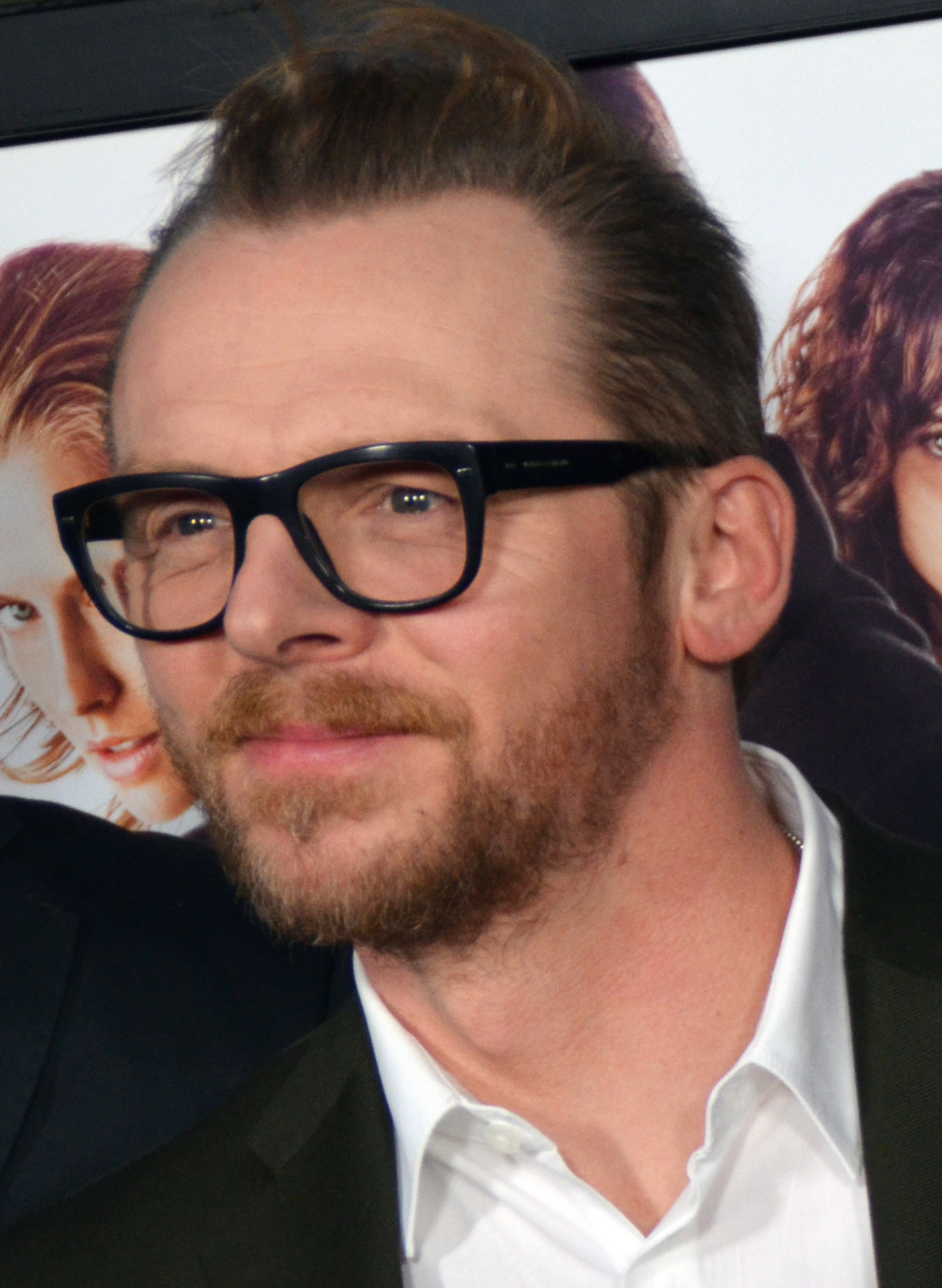
Simon Pegg (* 1970)

- 1970: Simon Pegg, britischer Komiker, Schauspieler und Drehbuchautor
- 1970: Sébastien Texier, französischer Jazz-Saxophonist und Klarinettist
- 1971: Kris Aquino, philippinische Fernseh- und Filmschauspielerin
- 1972: Adam F, englischer Jungle- und Drum-and-Bass-DJ und -Produzent
- 1972: Andrée Jeglertz, schwedischer Fußballspieler und -trainer
- 1972: Rob Thomas, US-amerikanischer Rockmusiker
- 1972: Sven Wendorf, deutscher Politiker
- 1973: Deena Kastor, US-amerikanische Leichtathletin
- 1974: Anne Apitzsch, deutsche Schauspielerin
- 1974: Philippe Léonard, belgischer Fußballspieler
- 1974: Gürkan Sermeter, Schweizer Fußballer türkische Herkunft
- 1974: Valentina Vezzali, italienische Sportfechterin
- 1974: Anita Vulesica, deutsche Schauspielerin
- 1975: Aylin Aslım, türkische Poprocksängerin
- 1975: Claudia Blasberg, deutsche Ruderin, Olympiamedaillengewinnerin
- 1975: Markus Blume, deutscher Politiker (CSU)
- 1975: Leandro Fonseca, brasilianischer Fußballspieler
- 1975: Harald Stolka, deutscher Poolbillardspieler

#### 1976–2000
- 1977: Michael Adams, südafrikanischer Badmintonspieler
- 1977: Donna Cruz, philippinische Sängerin und Schauspielerin
- 1977: Cadel Evans, australischer Radrennfahrer
- 1977: François Perrodo, französischer Unternehmer, Polospieler und Autorennfahrer
- 1977: Diana Romagnoli, Schweizer Fechterin
- 1977: Elmer Symons, südafrikanischer Motorradrennfahrer

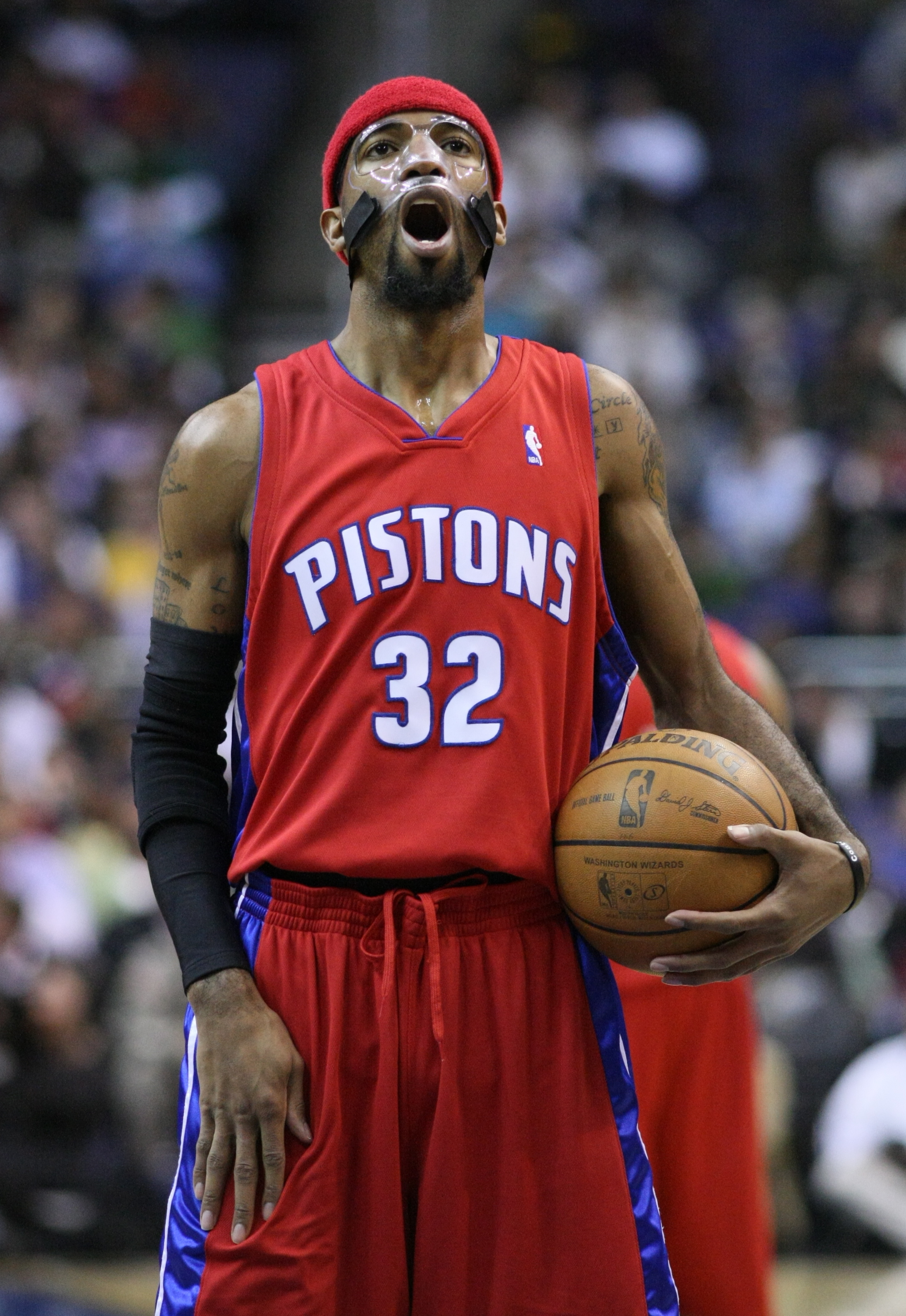
Richard Hamilton (* 1978)

- 1978: Richard Hamilton, US-amerikanischer Basketballspieler
- 1978: Nicolás Pavlovich, jugoslawisch-argentinischer Fußballspieler
- 1978: Rie Rasmussen, dänisches Fotomodell und Schauspielerin
- 1979: Michael Jurack, deutscher Judoka
- 1979: Wesley Moodie, südafrikanischer Tennisspieler
- 1980: Lara, österreichische Sängerin
- 1981: Matteo Brighi, italienischer Fußballspieler
- 1981: Randy De Puniet, französischer Motorradrennfahrer
- 1982: Sophie Lutz, deutsche Schauspielerin
- 1983: Sada Jacobson, US-amerikanische Fechterin
- 1983: Manuel Poggiali, san-marinesischer Motorradrennfahrer
- 1983: Bacary Sagna, französischer Fußballspieler
- 1983: Moritz Vierboom, niederländischer Schauspieler
- 1984: Stephanie Leonidas, britische Schauspielerin
- 1984ː Kristina Nolte, russische Grafikerin, Bildhauerin, Architektin und Lyrikerin
- 1984: Maria Wedig, deutsche Schauspielerin
- 1985: Philippe Senderos, Schweizer Fußballspieler
- 1986: Djamel Abdoun, algerischer Fußballspieler
- 1986: Michael Ammermüller, deutscher Automobilrennfahrer
- 1986: Kang Min-soo, südkoreanischer Fußballspieler
- 1986: Tim Winkler, dänischer Handballspieler

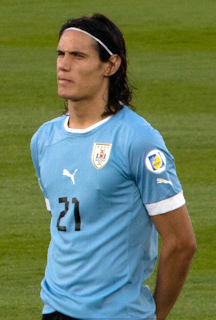
Edinson Cavani (* 1987)

- 1987: Edinson Cavani, uruguayischer Fußballspieler
- 1987: Fabian Schönheim, deutscher Fußballspieler
- 1988: Ángel Di María, argentinischer Fußballspieler
- 1988: Flávio Reblin, brasilianischer Radsportler
- 1989: Christopher Handke, deutscher Fußballspieler und -trainer
- 1989: Byron Mullens, britisch-US-amerikanischer Basketballspieler
- 1989: Jurij Tepeš, slowenischer Skispringer
- 1990: Andrea Caldarelli, italienischer Rennfahrer
- 1990: Brett Dier, kanadischer Schauspieler
- 1990: Therese Wislander, schwedische Handballspielerin
- 1991: Karol G, kolumbianische Reggaeton-, RnB- und Popsängerin
- 1991: Andrius Gudžius, litauischer Diskuswerfer
- 1992: Elley Duhé, US-amerikanische Sängerin und Songwriterin
- 1992: Christian Eriksen, dänischer Fußballspieler
- 1992: Freddie Highmore, britischer Schauspieler
- 1992: Ryan Johnston, kanadischer Eishockeyspieler
- 1993: Shane Harper, US-amerikanischer Schauspieler, Sänger und Tänzer
- 1993: Alberto Rosende, US-amerikanischer Schauspieler
- 1994: Paul Butcher, US-amerikanischer Schauspieler
- 1994: Becky Hill, britische Popsängerin
- 1994: Jordan Sinnott, englischer Fußballspieler
- 1995: Michaela Dygruber, österreichische Skirennläuferin
- 1996: Roni Remme, deutsche Skirennläuferin
- 1997: Breel Embolo, Schweizer Fußballspieler
- 1997: Fran Rueda, spanischer Autorennfahrer
- 1998: Jonathan Aberdein, südafrikanischer Automobilrennfahrer

### 21. Jahrhundert
- 2001: Lok Yin Lee, Dartspieler aus Hongkong
- 2001: Klaudia Pintér, ungarische Handballspielerin
- 2002: Luciano Darderi, italienischer Tennisspieler
- 2002: Caroline Marks, US-amerikanische Surferin
- 2002: Alessandro Schuster, deutscher Schauspieler
- 2002: Nick Woltemade, deutscher Fußballspieler
- 2005: Jaden Eikermann, deutscher Wasserspringer
- 2006: Josh Pierson, US-amerikanischer Autorennfahrer

## Gestorben

### Vor dem 16. Jahrhundert
- 0269: Valentin von Terni, Bischof und Märtyrer
- 0763: Ibrāhīm ibn ʿAbdallāh, hasanidischer Alide und Aufständischer gegen die Abbasiden
- 0844: Bernhard von Septimanien, fränkischer Politiker
- 0869: Kyrill von Saloniki, griechischer Slawenapostel
- 1117: Bertrada von Montfort, Ehefrau des französischen Königs Philipp I.
- 1140: Leo I., Fürst von Kleinarmenien
- 1140: Soběslav I., böhmischer Herzog
- 1295: Rudolf II., Markgraf von Baden
- 1304: Guido von Jaffa, Titulargraf von Jaffa
- 1311: Johann, Landgraf in Niederhessen
- 1318: Heinrich I., Markgraf von Brandenburg
- 1318: Margarethe von Frankreich, Königin von England

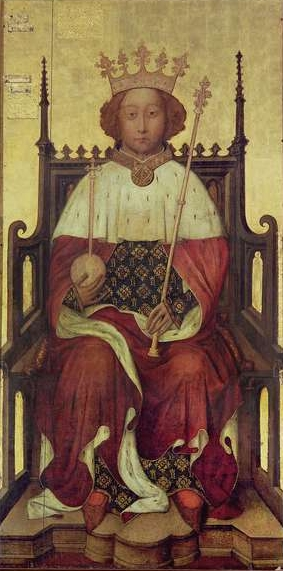
Richard II. († 1400)

- 1400: Richard II., König von England
- 1417: Konrad X. Landschad von Steinach, deutscher Reichsritter
- 1439: Heinrich von Ahaus, deutscher Priester und Anhänger der Devotio moderna
- 1440: Dietrich von Oldenburg deutscher Adliger, Graf von Oldenburg
- 1444: Henriette von Mömpelgard, Gräfin von Württemberg
- 1450: Johann II., Graf von Ziegenhain und Nidda
- 1459: Stefan, Pfalzgraf und Herzog von Pfalz-Simmern-Zweibrücken
- 1460: Wladislaus, tschechischer Adliger, Herzog von Glogau und Teschen
- 1463: Dietrich II. von Moers, Erzbischof von Köln
- 1489: Nikolaus von Tüngen, Fürstbischof des Ermlandes

### 16. bis 18. Jahrhundert
- 1509: Dmitri Iwanowitsch der Enkel, russischer Großfürst
- 1528: Edzard I., Graf von Ostfriesland
- 1559: Thomas Gyrfalk, Schweizer Reformator
- 1564: Arnold Abel, deutscher Bildhauer und Steinmetz
- 1571: Odet de Coligny, französischer Hugenottenführer, Kardinal
- 1583: Giovanni Pietro Albuzio, italienischer Mediziner und Hochschullehrer
- 1583: Hans von Bartensleben, deutscher Adeliger, Glaubensschlichter, Gründer einer Armenstiftung
- 1590: Gioseffo Zarlino, italienischer Musiktheoretiker und Komponist
- 1594: William Painter, englischer Schriftsteller
- 1639: Maximilian von Pappenheim, deutscher Landgraf und Reichserbmarschall
- 1671: Gotthard von Höveln, Lübecker Bürgermeister
- 1676: Abraham Bosse, französischer Kupferstecher und Radierer
- 1679: Peter Hagendorf, deutscher Söldner und Tagebuchschreiber während des Dreißigjährigen Krieges
- 1695: Georg von Derfflinger, brandenburgischer Generalfeldmarschall
- 1714: Clemens Hader gen. Clementino, deutsch-österreichischer Sänger und Kastrat
- 1714: Maria Luisa Gabriella von Savoyen, Königin von Spanien
- 1718: Viktor I. Amadeus, Fürst von Anhalt-Bernburg
- 1718: Wilhelm Heinrich, Fürst von Nassau-Usingen
- 1719: Philipp Karl von Wylich und Lottum, preußischer Generalfeldmarschall
- 1725: Ferdinand Fischer, österreichischer Lautenspieler, Komponist, Musikarchivar und Geistlicher
- 1737: Gotthard Gottschalk von Wickede, Jurist und Ratsherr der Hansestadt Lübeck
- 1737: Charles Talbot, 1. Baron Talbot of Hensol, britischer Jurist und Politiker, Lordkanzler von Großbritannien
- 1744: John Hadley, britischer Astronom und Mathematiker
- 1750: Franz Albert Aepinus, deutscher Theologe, Schriftsteller und Philosoph
- 1750: Carl Friedrich Pöppelmann, kursächsischer Baudirektor
- 1760: François Collin de Blamont, französischer Komponist
- 1779: James Cook, britischer Entdecker und Seefahrer
- 1780: William Blackstone, britischer Jurist, Richter, Professor und Abgeordneter, Autor der Kommentare zum englischen Recht
- 1782: Manuel d’Amat i de Junyent, spanischer Offizier, hoher Beamter, Gouverneur von Chile und Vizekönig von Peru
- 1790: Ferdinand-Olivier Petitpierre, Schweizer evangelischer Geistlicher
- 1793: Bernhard Christoph d’Arien, deutscher Dramatiker und Librettist
- 1795: Franz Ludwig von Erthal, Bischof von Würzburg und Bamberg

### 19. Jahrhundert
- 1808: John Dickinson, US-amerikanischer Politiker
- 1809: Heinrich Franz von Rottenhan, deutscher Industrieller
- 1814: Franz Aßner, österreichischer Kupferstecher
- 1816: Jean-Paul-Égide Martini, deutsch-französischer Komponist
- 1817: John Abercrombie, britischer General
- 1820: Charles Ferdinand d’Artois, Sohn des Comte d’Artois, dem späteren König Karl X.
- 1823: Pierre Paul Prud’hon, französischer Maler
- 1825: Robert Lindet, französischer Politiker
- 1826: Johannes Daniel Falk, deutscher Theologe und Schriftsteller
- 1826: Meyer Simon Weyl, deutscher Rabbiner und Dajan
- 1829: Karl Ludwig von Le Coq, deutscher Offizier und Kartograf
- 1831: Henry Maudslay, englischer Maschinenbauer
- 1833: Matthias Conrad Peterson, norwegischer Journalist

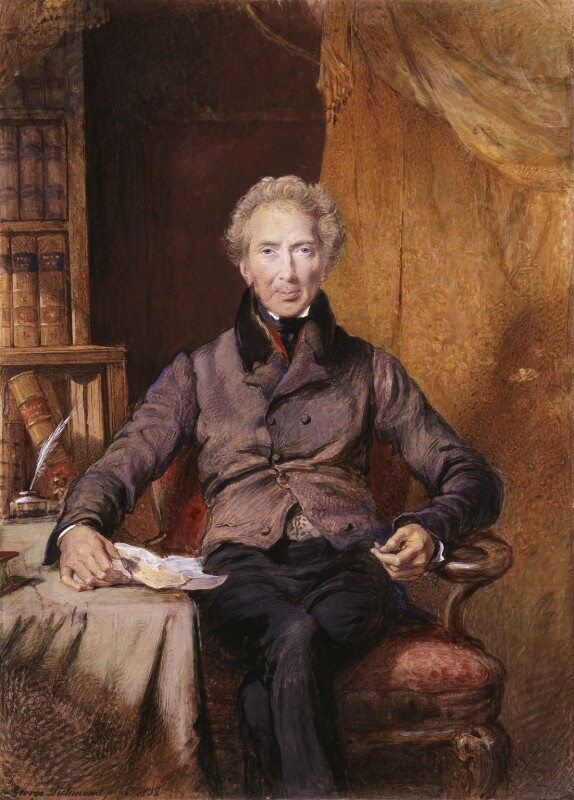
John Shore, 1. Baron Teignmouth († 1834)

- 1834: John Shore, 1. Baron Teignmouth, britischer Politiker, Generalgouverneur von Fort William
- 1839: Gottlieb Friedrich Wagner, deutscher Lehrer, Politiker und Mundartschriftsteller Schwabens
- 1841: Joseph Anderwert, Schweizer Politiker
- 1841: Antun Sorkočević, kroatischer Komponist, Schriftsteller und Diplomat
- 1844: Christian Ferdinand Falkmann, deutscher Lehrer und Fremdsprachendidaktiker
- 1846: Cornelis Felix van Maanen, niederländischer Staatsmann
- 1856: Peter Heinrich August von Salviati, preußischer Diplomat
- 1862: David Sprüngli, Schweizer Chocolatier
- 1865: Thomas Holliday Hicks, US-amerikanischer Politiker, Gouverneur des Bundesstaates Maryland, US-Senator für Maryland
- 1866: Thuwaini ibn Said, Sultan von Maskat und Oman
- 1867: Bernardo Pfiffer-Gagliardi, Schweizer Ingenieur und Politiker
- 1867: Eugen Wratislaw von Mitrowitz, österreichischer General
- 1869: Johann Ludwig Wilhelm Beck, deutscher Jurist
- 1871: Alexander von Mensdorff-Pouilly, österreichischer Staatsmann
- 1871: Johann Friedrich Palm, deutscher Altphilologe und Lexikograf
- 1872: Efisio Cugia, italienischer General
- 1873: Theodor Hilgard, deutscher Rechtswissenschaftler
- 1873: Adolf August Friedrich Rudorff, deutscher Romanist
- 1874: Adolfo Ballivián Coll, bolivianischer Militär, Autor und Politiker
- 1874: Armand Barthet, französischer Dichter
- 1877: Nicolas Changarnier, französischer General
- 1878: Gustav Rasch, deutscher Journalist und Reiseschriftsteller
- 1880: Samuel G. Arnold, US-amerikanischer Politiker
- 1882: Henri-Auguste Barbier, französischer Schriftsteller
- 1885: Benjamin Hotchkiss, US-amerikanischer Artillerie-Ingenieur
- 1885: Jules Vallès, französischer Publizist, Schriftsteller und Revolutionär
- 1890: Isabella Dobrowolski von Buchenthal, rumänische Pianistin
- 1891: William T. Sherman, US-amerikanischer General der Union im Amerikanischen Bürgerkrieg, Rechtsanwalt und Schriftsteller
- 1893: Ludwig Lindenschmit der Ältere, deutscher Prähistoriker, Historienmaler und Lithograph
- 1894: Franz Josef von Denzinger, deutscher Architekt und Kirchenbaumeister
- 1894: Eugène Charles Catalan, belgischer Mathematiker
- 1900: Arthur Dölitzsch, deutscher Jurist und Politiker
- 1900: Johann Theodor von Muncker, deutscher Verwaltungsjurist und Kommunalpolitiker

### 20. Jahrhundert

#### 1901–1950

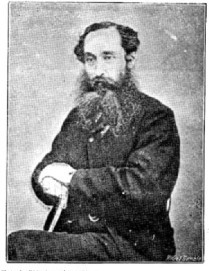
Edward William Stafford († 1901)

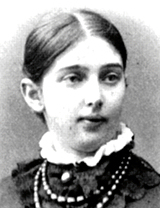
Mathilde Mann († 1925)

- 1901: Edward Stafford, Premierminister von Neuseeland
- 1902: Johannes Christ, deutscher Offizier
- 1906: Leopold Besser, deutscher Mediziner
- 1906: August von Borries, deutscher Ingenieur
- 1909: Arno Senfft, deutscher Kolonialbeamter
- 1910: Ludwig Hartmann, deutscher Komponist und Musikkritiker
- 1912: Sigismund Rahmer, deutscher Arzt, Schriftsteller und Herausgeber
- 1917: Johann Grill, deutscher Bergsteiger, Bergführer
- 1919: Wiktor Gomulicki, polnischer Schriftsteller
- 1923: Bartolomeo Bacilieri, italienischer Geistlicher, Kurienkardinal
- 1923: Adolf Kaegi, Schweizer Indologe, Sprachwissenschaftler und Gräzist
- 1925ː Mathilde Mann, deutsche Übersetzerin und Lektorin
- 1925: Jacques Rivière, französischer Schriftsteller
- 1926: Juan Benlloch y Vivó, spanischer Geistlicher, Erzbischof von Burgos, Kardinal
- 1928: Johann Baptist Laßleben, deutscher Heimatforscher und Verleger
- 1929: Thomas Burke, US-amerikanischer Leichtathlet
- 1933: Joseph Peter Audebert, deutscher Naturforscher und Ethnologe
- 1933: Carl Correns, deutscher Biologe
- 1933: Otto Galama Houtrouw, reformierter Theologe und Heimatforscher
- 1934: Gustav Kirstein, deutscher Verleger
- 1934: Karl Münichreiter, Mitglied des Republikanischen Schutzbundes und österreichischer Widerstandskämpfer
- 1935: Antonius Mönch, deutscher Weihbischof in Trier
- 1935: Johann Peter, österreichischer Schriftsteller
- 1936: Karl Hampe, deutscher Mediävist
- 1937: Hugo Berwald, deutscher Bildhauer
- 1937: Émile Doumergue, deutscher reformierter Theologe und Heimatforscher
- 1937: Erkki Melartin, finnischer Komponist und Dirigent
- 1938: Arthur Eloesser, deutscher Journalist und Literaturhistoriker
- 1938: Christian Lous Lange, norwegischer Politiker, Friedensnobelpreisträger
- 1939: Jakob Bürki, Schweizer Lehrer und Verfasser von Berner Mundarterzählungen
- 1939: Christian August Peicke, deutscher Heimatforscher
- 1939: Heinrich Schrohe, deutscher Gymnasiallehrer und Historiker
- 1941: Alfred Apfel, deutscher Rechtsanwalt, Strafverteidiger und Autor
- 1941: August Forstner, österreichischer Politiker
- 1942: Glover Morrill Allen, US-amerikanischer Zoologe und Ornithologe
- 1942: Georgi Alexandrowitsch Astachow, sowjetischer Diplomat
- 1942: Franz Eckerle, deutscher Offizier und Kunstflieger
- 1943: Dora Gerson, deutsche Schauspielerin und Sängerin, Holocaustopfer

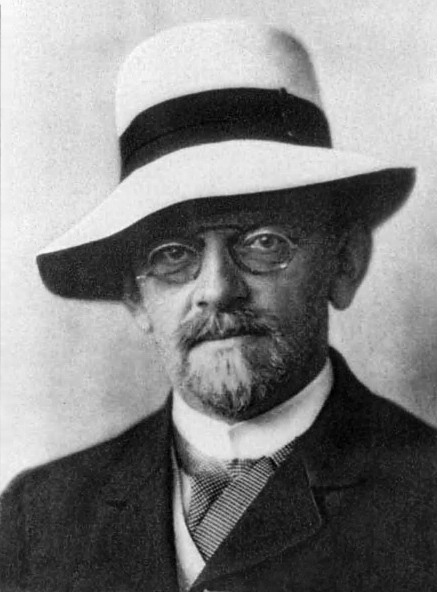
David Hilbert († 1943)

- 1943: David Hilbert, deutscher Mathematiker, gilt als einer der bedeutendsten Mathematiker der Neuzeit (Liste von 23 mathematischen Problemen)
- 1943: Joseph Anton Schneiderfranken, deutscher Schriftsteller und Maler
- 1945: Karl Prinz, österreichischer Altphilologe
- 1945ː Dora Seifert, deutsche Malerin und Grafikerin, Gründungsmitglied der Gruppe Dresdner Künstlerinnen
- 1945: Gustav Tauschek, österreichischer Computerpionier
- 1947: Martin Mutschmann, deutscher Unternehmer und Politiker in der NS-Zeit, Reichsstatthalter und Ministerpräsident in Sachsen
- 1947: Phraya Phahon Phonphayuhasena, Premierminister von Thailand
- 1948: Conrad Gröber, deutscher Bischof von Meißen, Erzbischof von Freiburg
- 1948: Mario Mascagni, italienischer Komponist und Dirigent. Cousin von Pietro Mascagni
- 1949: August Fischer, deutscher Orientalist
- 1950: Karl Guthe Jansky, US-amerikanischer Physiker und Radioingenieur
- 1950: Jean Charles Naber, niederländischer Rechtswissenschaftler

#### 1951–2000
- 1952: Maurice De Waele, belgischer Radrennfahrer
- 1956: Henri Auguste Arnaud, französischer Mittelstreckenläufer
- 1956: Enrique Sáenz-Valiente, argentinischer Sportschütze und Autorennfahrer
- 1957: Robert Vansittart, 1. Baron Vansittart, britischer Diplomat Robert Vansittart († 1957)

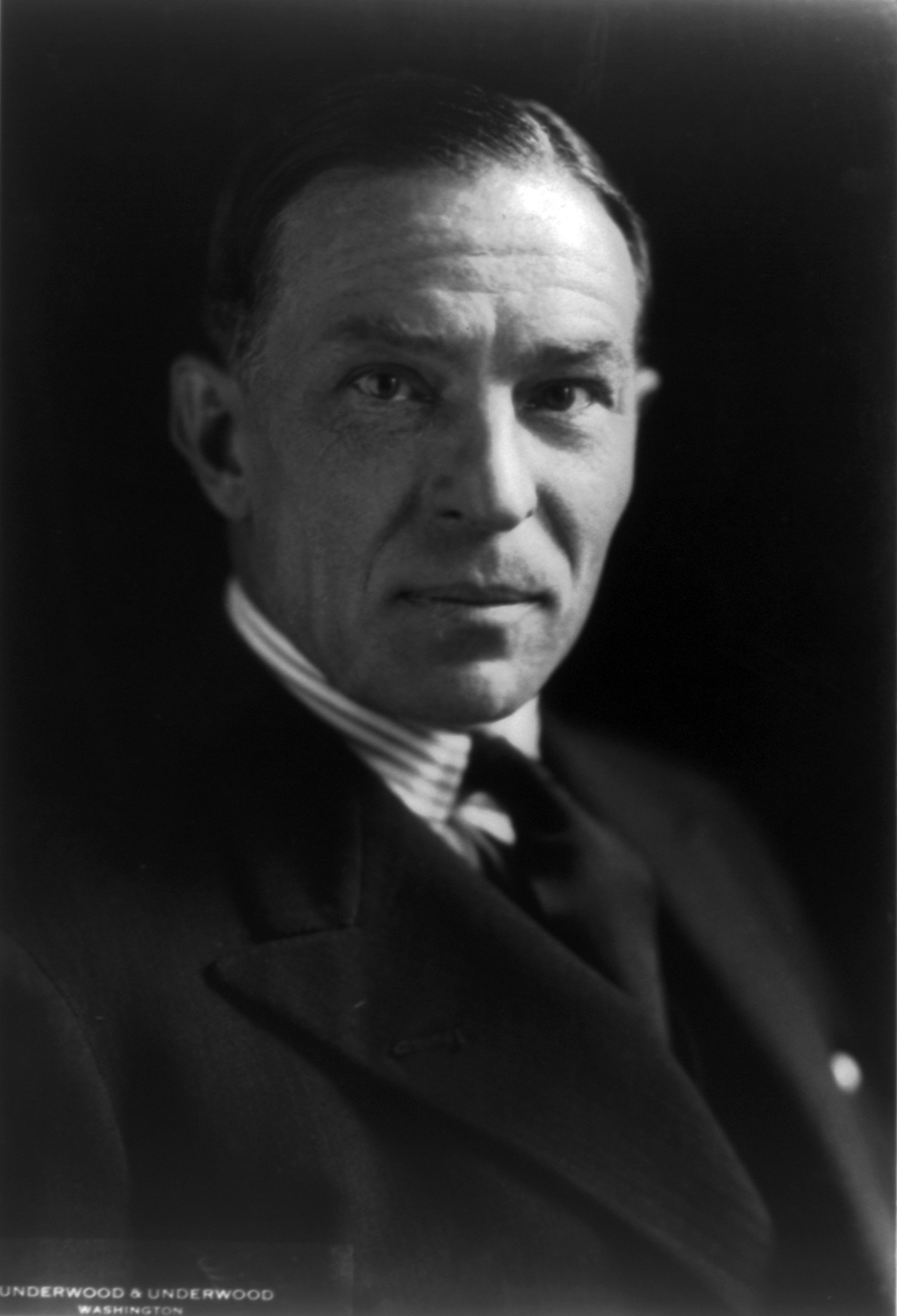
Robert Vansittart († 1957)

- 1957: Edward Stuart McDougall, kanadischer Richter am Internationalen Militärgerichtshof für den Fernen Osten
- 1958: Jakob Kneip, deutscher Schriftsteller und Dichter
- 1959: Hans von Loewenstein zu Loewenstein, deutscher Manager und Politiker in der NS-Zeit
- 1960: Sven Lidman, schwedischer Schriftsteller
- 1962: Ludwig Friedrich Barthel, deutscher Erzähler und Essayist
- 1962: Helena Johnová, tschechische Keramikerin und Bildhauerin
- 1963: Max Jüngling, deutscher Politiker, MdL
- 1963: Gerhart von Westerman, deutscher Komponist, Intendant und Musikschriftsteller
- 1964: Conrad Gauthier, kanadischer Sänger und Schauspieler
- 1964: William George Arthur Ormsby-Gore, 4. Baron Harlech, britischer Bankmanager und Politiker
- 1965: Désiré-Émile Inghelbrecht, französischer Dirigent und Komponist
- 1965: Ludwig Heinrich Jungnickel, österreichischer Maler und Illustrator
- 1966: Walter Layton, 1. Baron Layton, britischer Zeitungsverleger und Nationalökonom
- 1967: Forugh Farrochzad, iranische Dichterin, Produzentin und Filmregisseurin
- 1967: Sig Ruman, US-amerikanischer Schauspieler
- 1967: Yamamoto Shūgorō, japanischer Schriftsteller
- 1968: Pierre Veuillot, französischer Priester, Bischof von Angers, Erzbischof von Paris und Kardinal
- 1969: Ludolf Malten, deutscher Altphilologe und Religionswissenschaftler
- 1970: Harry Stradling Sr., US-amerikanischer Kameramann
- 1973: Martín Cárdenas, bolivianischer Botaniker
- 1973: Otto Leichter, österreichischer Sozialist, Journalist und Autor
- 1975: Julian Huxley, britischer Biologe, Philosoph und Schriftsteller Julian Huxley († 1975)

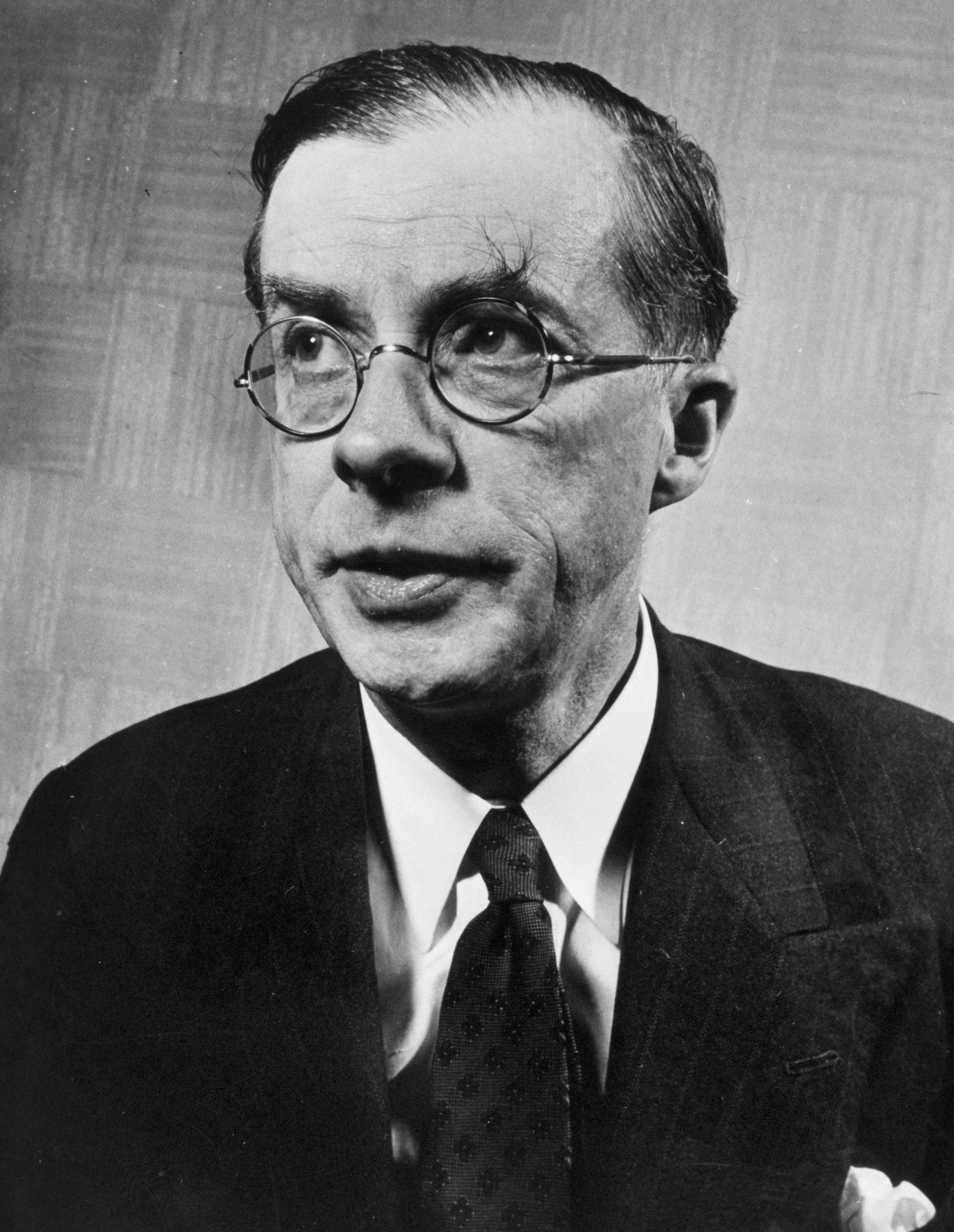
Julian Huxley († 1975)

- 1975: P. G. Wodehouse, britischer Schriftsteller
- 1976: Piero Scotti, italienischer Autorennfahrer
- 1977: Ok Formenoy, niederländischer Fußballspieler
- 1980: Victor Gruen, österreichischer Stadtplaner und Architekt
- 1980: Albert Walter, deutscher Politiker, MdL, MdB
- 1983: Lina Radke, deutsche Leichtathletin
- 1983: Ludwig Rellstab, deutscher Schachspieler
- 1984: Christoph Aschmoneit, deutscher Schiffbauingenieur
- 1986: Edmund Rubbra, britischer Komponist
- 1986: Ulrich Varnbüler von und zu Hemmingen, deutscher Brigadegeneral des Heeres der Bundeswehr
- 1987: Dmitri Borissowitsch Kabalewski, russischer Komponist
- 1988: Gheorghe Ghyka Cantacuzene, rumänischer Autorennfahrer
- 1988: Frederick Loewe, US-amerikanischer Komponist
- 1988: Cal Niday, US-amerikanischer Autorennfahrer
- 1988: Joseph Wresinski, französischer Geistlicher, Gründer der Menschenrechtsbewegung ATD Vierte Welt
- 1988: Nora Astorga Gadea, nicaraguanische Untergrundkämpferin Nora Astorga († 1988)

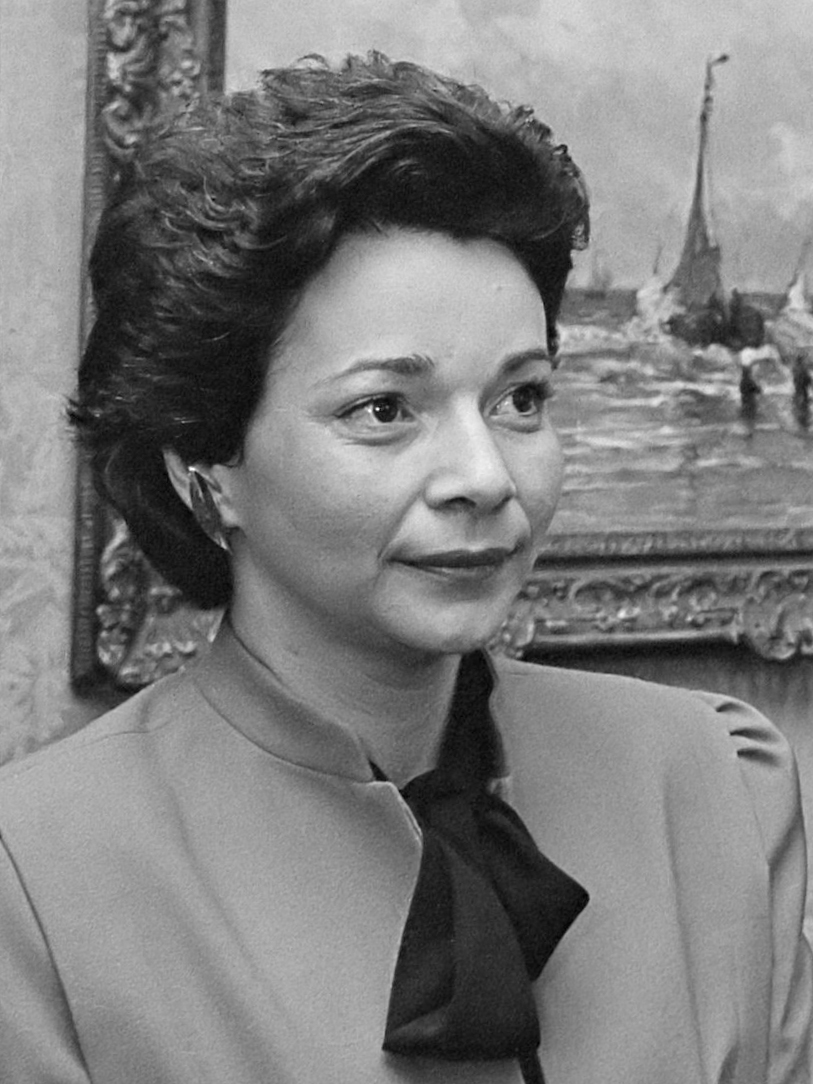
Nora Astorga († 1988)

- 1989: James Bond, US-amerikanischer Ornithologe
- 1989: Vincent Crane, britischer Rockmusiker (Piano, Keyboard)
- 1990: Luděk Čajka, tschechischer Eishockeyspieler
- 1990: Tony Holiday, deutscher Schlagersänger und Texter
- 1990: Fritz Schulz-Reichel, deutscher Jazz-Pianist und Komponist
- 1991: José Ádem Chain, mexikanischer Mathematiker
- 1992: Elisabeth Schnack, Schweizer Schriftstellerin
- 1992: Gene Venzke, US-amerikanischer Mittelstreckenläufer
- 1994: Pietro Belluschi, US-amerikanischer Architekt
- 1994: Hertha Firnberg, erste sozialdemokratische Ministerin Österreichs
- 1994: Christopher Lasch, US-amerikanischer Historiker und Sozialkritiker
- 1995: Maria Andergast, deutsche Schauspielerin
- 1995: Ischa Meijer, niederländischer Journalist, Schriftsteller und Talkmaster
- 1995: U Nu, myanmarischer Politiker, Premierminister
- 1996: Helge Halkjær, dänischer Ruderer
- 1996: Cenek Kottnauer, tschechisch-britischer Schachspieler
- 1996: Martin Jente, deutscher Schauspieler und Produzent
- 1996: Bob Paisley, englischer Fußballspieler und -trainer
- 1997: Charles Moffett sr., US-amerikanischer Jazz-Schlagzeuger
- 1998: Karl Biehlig, deutscher Hornpädagoge und -professor
- 1999: Walter Basan, deutscher Schriftsteller und Hörspielautor
- 1999: John Ehrlichman, US-amerikanischer Anwalt, Politiker, Rechtsberater des Weißen Hauses (Richard Nixon), Schlüsselfigur der Watergate-Affäre
- 1999: Buddy Knox, US-amerikanischer Sänger und Songwriter
- 2000: Erika Dunkelmann, deutsche Schauspielerin

### 21. Jahrhundert
- 2001: Ali Artuner, türkischer Fußballtorhüter
- 2001: Richard Laymon, US-amerikanischer Schriftsteller
- 2002: Nándor Hidegkuti, ungarischer Fußballspieler
- 2002: Abdul Rahman, afghanischer Politiker
- 2002: Günter Wand, deutscher Dirigent
- 2004ː Christa Susanne Dorothea Kleinert, deutsche Ökonomin
- 2004: Marco Pantani, italienischer Radrennfahrer
- 2004: Marie Veit, deutsche evangelische Theologin

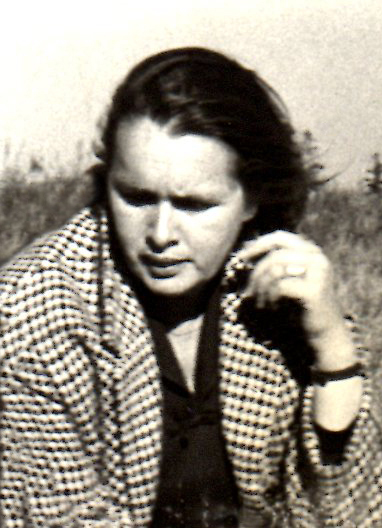
C.S.D.Kleinert († 2004)

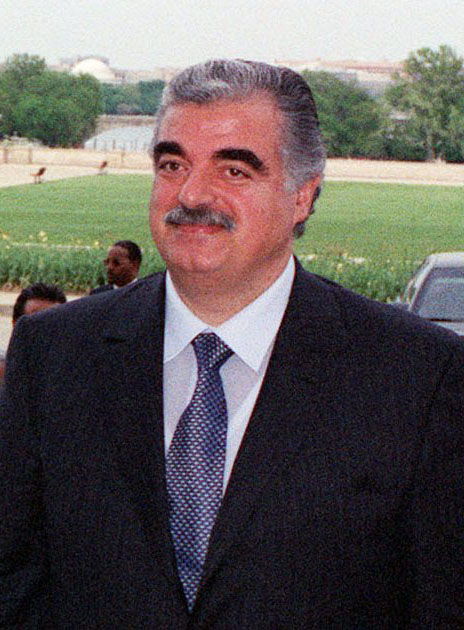
Rafiq al-Hariri († 2005)

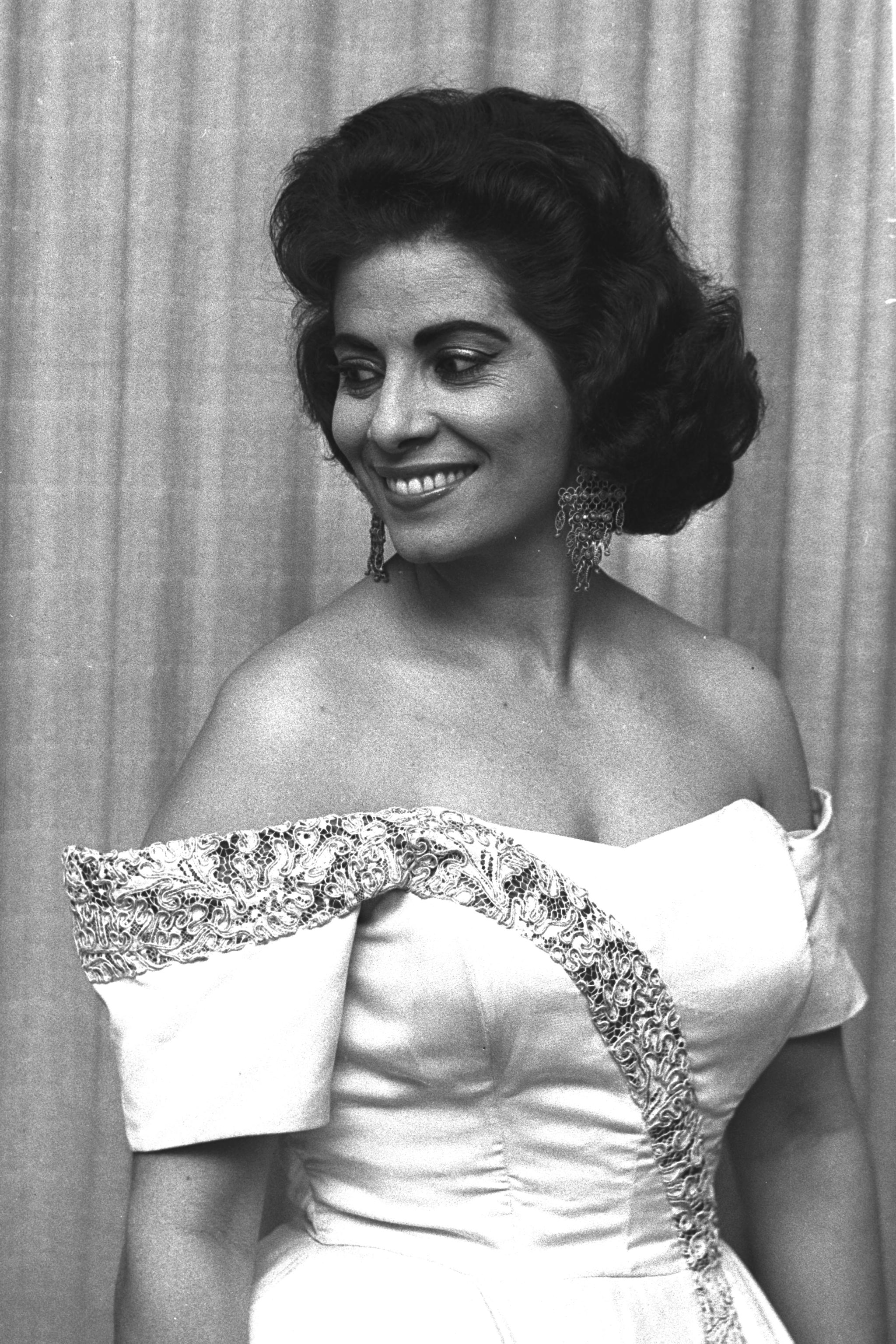
Shoshana Damari († 2006)

- 2005: Rafiq al-Hariri, libanesischer Politiker, Unternehmer und Ministerpräsident
- 2005: Aubelin Jolicoeur, haitianischer Kolumnist
- 2005: Pauli Toivonen, finnischer Rallyefahrer
- 2005: Dick Weber, US-amerikanischer Profibowler
- 2006: Shoshana Damari, israelische Sängerin
- 2006: Lynden David Hall, britischer Musiker
- 2006: Gisela Morgen, deutsche Schauspielerin
- 2006: Putte Wickman, schwedischer Jazzklarinettist
- 2007: Gareth Morris, britischer Flötist
- 2008: Werner K. Giesa, deutscher Autor
- 2009: Louie Bellson, US-amerikanischer Jazz-Schlagzeuger und Komponist
- 2009: Luís Andrés Edo, spanischer Aktivist, Widerstandskämpfer
- 2010: James Ashton, australischer Polospieler
- 2010: Dick Francis, britischer Krimiautor
- 2011: George Shearing, US-amerikanischer Jazzpianist und Komponist
- 2012: Hiromi Akiyama, japanischer Bildhauer

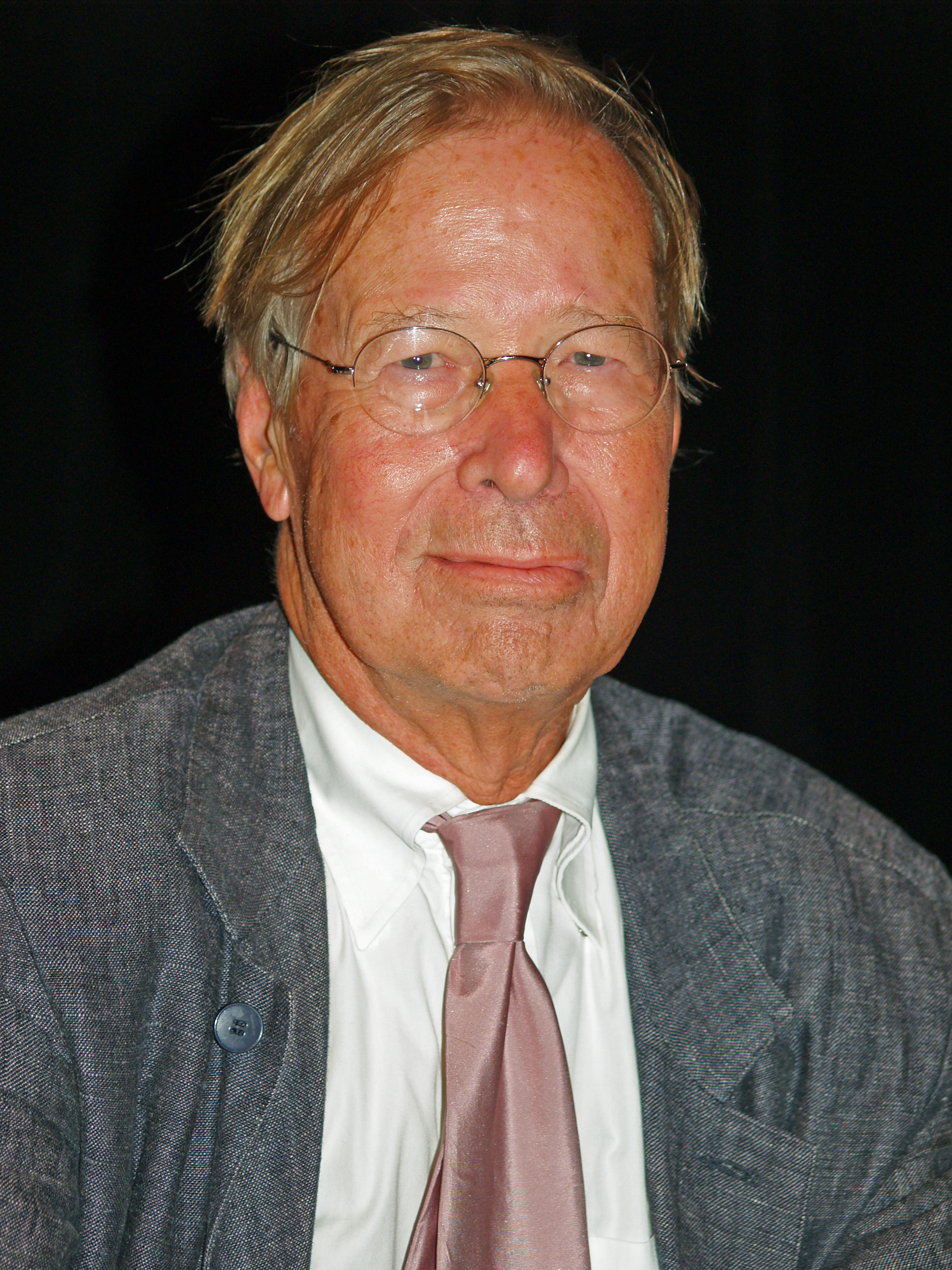
Ronald Dworkin († 2013)

- 2013: Ronald Dworkin, US-amerikanischer Philosoph
- 2013: Reeva Steenkamp, südafrikanisches Model und Moderatorin
- 2014: Francisco José Arnáiz Zarandona, Weihbischof in Santo Domingo
- 2014: Tom Finney, englischer Fußballspieler
- 2015: Michele Ferrero, italienischer Unternehmer
- 2015: Egon Horst, deutscher Fußballspieler
- 2015: Louis Jourdan, französischer Schauspieler
- 2016: Hein Kröher, deutscher Folksänger und Liedermacher
- 2016: Horst Wein, deutscher Hockeyspieler und -trainer
- 2017: Siegfried Herrmann, deutscher Leichtathlet
- 2017: Al Imfeld, Schweizer Publizist und Schriftsteller
- 2018: Ruud Lubbers, niederländischer Politiker
- 2018: Morgan Tsvangirai, simbabwischer Politiker
- 2018: Helmut Sinn, deutscher Pilot, Fluglehrer und Unternehmer
- 2021: Carlos Menem, argentinischer Politiker, Präsident von 1989 bis 1999
- 2022: Jean-Jacques Moine, französischer Schwimmer und Wasserballspieler
- 2023: Friedrich Cerha, österreichischer Komponist und Dirigent
- 2023: Hrvoje Kačić, jugoslawischer Wasserballspieler, Rechtswissenschaftler und Politiker
- 2024: Folake Onayemi, nigerianische Altphilologin
- 2025ː Alice Hirson, US-amerikanische Schauspielerin
- 2025ː Geneviève Page, französische Schauspielerin

## Feier- und Gedenktage
- Kirchliche Gedenktage
  - Hl. Kyrill von Saloniki, byzantinischer Missionar und Mönch, Theologe und Glaubensbote (anglikanisch, evangelisch, katholisch, orthodox)
  - Hl. Method von Saloniki, byzantinischer Missionar und Theologe, Bischof und Glaubensbote (anglikanisch, evangelisch, katholisch)
  - Hl. Valentin von Terni, römischer Märtyrer und Bischof (katholisch, anglikanisch, evangelisch: LCMS)
  - Johannes Daniel Falk, deutscher Laientheologe, Schriftsteller und Kirchenlieddichter, Begründer der Jugendsozialarbeit (evangelisch, siehe Evangelischer Namenkalender)
  - Hl. Kyrill von Konstantinopel, Mönch (katholisch)
  - Hl. Antoninus von Sorrent, Benediktinerabt und Schutzpatron (katholisch)
- Brauchtum
  - Valentinstag

Weitere Einträge enthält die Liste von Gedenk- und Aktionstagen.